# Cantón Piñas
Piñas es un cantón de la Provincia de El Oro que se encuentra al suroeste de Ecuador. Limita con los cantones: Balsas, Marcabelí, Arenillas, Santa Rosa, Atahualpa, Zaruma, y Portovelo pertenecientes a su misma provincia; y además limita con la Provincia de Loja.
La cabecera del cantón es la ciudad de Piñas: comparten el apodo de «La Orquídea de los Andes» debido a la gran variedad de orquídeas silvestres encontradas en esta región del Ecuador meridional, también llamado San José de Piñas. Tiene una población de 25.988 habitantes de los cuales aproximadamente 15517 se encuentran en la zona urbana.
Sus actividades son principalmente comerciales y turísticas, posee una reserva ecológica, balnearios, gran diversidad de flora y fauna. Su clima es templado y húmedo, siendo variado: pudiendo en algunas zonas bajas estar despejado y caluroso; más en zonas altas, nublado y fresco; va aproximadamente de los 16 a 32°C con una humedad media de 71,5%; la velocidad del viento promedio es de 5,6 m/s.

## Historia

### Fundación
Durante mucho tiempo se comentó que el Bachiller Juan de Loayza era oriundo del Anejo Las Piñas, en la provincia de Cádiz, región de Andalucía, España. Otra versión histórica sostiene que fue natural de Piñas, una pequeña localidad en la provincia de Pontevedra, en la región de Galicia, también en España. Sin entrar a debatir cuál de estas dos poblaciones fue su verdadero lugar de nacimiento, ambas versiones coinciden en que el nombre de nuestra ciudad fue inspirado en el terruño natal del propio Loayza. Pero las nuevas investigaciones dan fe que el nombre de Piñas viene del Quichua Piña que significa " Tierra de hombres rebeldes y valientes".  
Según la tradición, el Bachiller Juan de Loayza habría sido un personaje influyente, un hombre acaudalado y posiblemente un terrateniente de considerable posición económica, que ejercía autoridad sobre extensas tierras en la zona. A él se le atribuyó por mucho tiempo la fundación del primer núcleo poblacional de Piñas, el cual se habría ubicado hacia el norte de la actual ciudad, sobre una parte alta cercana a la carretera Panamericana, abarcando el antiguo camino de herradura que conecta Piñas con los sectores de Calera Grande, Calera Chica, Ayapamba y otros caseríos.
No obstante, esta versión fue cuestionada por una rigurosa investigación documental realizada entre 1969 y 1989 por Don Servio Efrén Moscoso Molina, quien tras dos décadas de estudio concluyó que Piñas no tuvo una fundación de origen español, ni fue establecida formalmente por el Bachiller Juan de Loayza; lo que demuestra que nadie fundó Piñas sino que se fue estableciendo poco a poco. De hecho, Moscoso encontró abundante documentación —actas de nacimiento, matrimonio y defunción— que demuestran que Piñas ya existía como asentamiento mucho antes del año 1800.
Pese a ello, la figura del Bachiller Juan de Loayza conserva un lugar simbólico en la historia local, no como fundador literal, sino como uno de los primeros personajes notables vinculados al desarrollo territorial y social de la región, cuya memoria quedó arraigada en el imaginario colectivo.
Como vestigios del antiguo asentamiento, aún se observan, hacia el pie del cementerio antiguo y a lo largo de una pequeña planicie atravesada por el antiguo camino de herradura, restos de lo que se presume fue la primera plaza pública de Piñas, junto a la cual más tarde se habría ubicado el primer cementerio del pueblo.

### Parroquialización

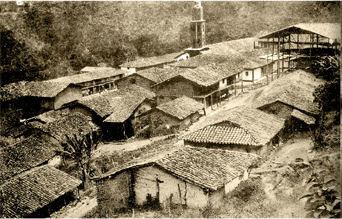
Piñas cuando tan solo era un caserío, con sus viviendas de barro y madera.

En 1822, Piñas se encuentra constituida en el barrio de la Parroquia Paccha, junto con Buza, Calera y Piedra Blanca, antes había permanecido como barrio del cantón Zaruma, según consta en las actas Municipales de este cantón. En 1845 Piñas solicita a la Villa de Zaruma su erección a la categoría de Parroquia Civil. La Municipalidad de Zaruma aceptando la petición se elija en Parroquia independiente de la de Paccha eleva este acuerdo al soberano Congreso Nacional, para que decrete la parroquialización de Piñas. En 1846 vuelve Zaruma a insistir lo solicitado en 1845, para dividir la Parroquia de Paccha con la erección de la de Piñas, fijando de lindero la quebrada de Higuerones, entre los barrios de Buza y Calera. El 21 de octubre de 1846 se eleva a la categoría de Viceparroquia, integrada por el barrio de Calera.
En 1862 los vecinos de la Viceparroquia de Piñas, solicitan e insisten ante el Consejo de Zaruma, la creación de la Parroquia de Piñas. El Consejo niega la petición por falta de los datos exigidos por la ley. El 17 de julio de 1862 el consejo de Zaruma, en vista de que la solicitud se había aparejado con las exigencias legales, emite su informe favorable y es elevada a la categoría de Parroquia civil con el nombre de Merced de Las Piñas, teniendo como barrios: Capiro, La Cría, Piedra Blanca, Calera, Chilchil, Piñas y Moromoro. La Parroquia se organiza legalmente como parroquia el 30 de agosto de 1869 conforme consta en la ley de división territorial, perteneciente al cantón Zaruma, Provincia de Loja.

### Cantonización
Sacrificios de diversa índole se produjeron a lo largo de los años, en la que hombres y mujeres de Piñas aunaban esfuerzos, para la independencia de su pueblo, y fue así que triunfara en la Revolución Liberal del 5 de junio de 1895, gesta gloriosa en la cual muchos piñasienses fueron partidarios, y optaron por proclamarse como el cantón Independencia.

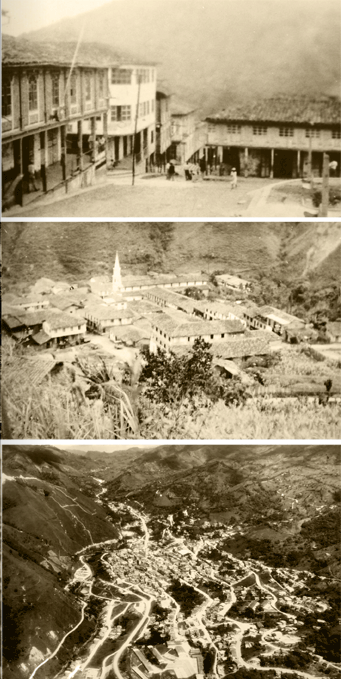
Piñas para entonces había crecido un poco más, sus casas ya eran de madera. De arriba abajo en las imágenes: Vista de la calle García Moreno en donde se aprecia la Municipalidad y parte del terreno del parque central; una vista del centro de Piñas en la que se ve la torre de la iglesia matriz; finalmente vemos lo que ocupaba la ciudad de Piñas entre las colinas.

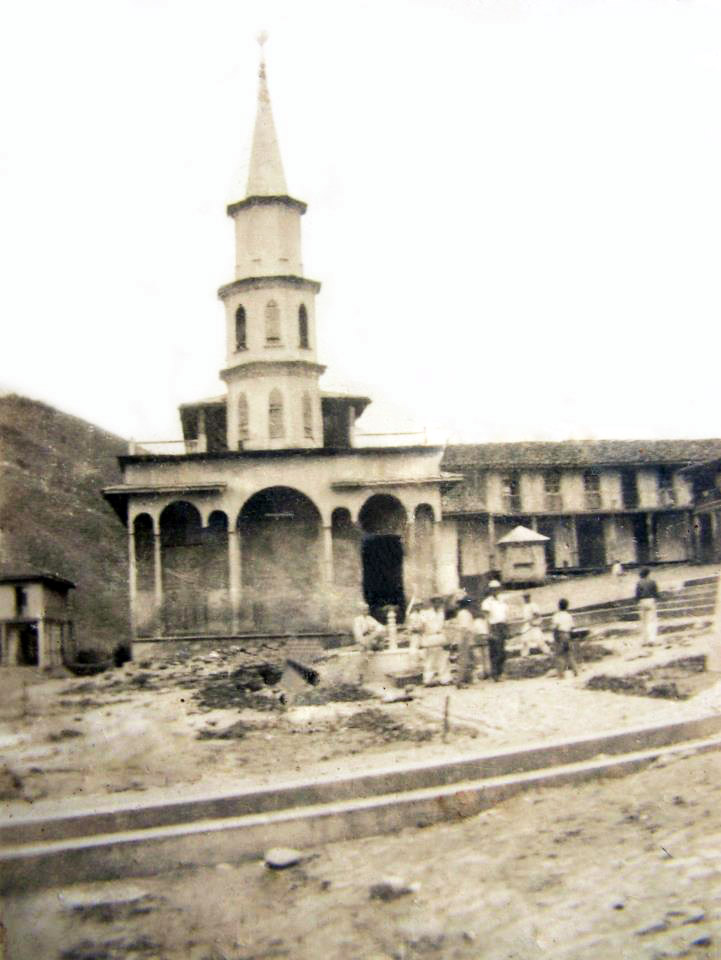
Iglesia (católica) de Piñas, y en construcción la plaza central del pueblo.

Establecida esta situación de hecho, se conformó el Cabildo de la siguiente manera: Jefe Político, Manuel Moscoso; Concejales, Dr. Juan José Loayza, Daniel Loayza y Juan Manuel Zambrano; Secretario, Manuel Ignacio Romero; Escribano, Losé María Zambrano; Alcaldes, Anastasio Gallardo y José Romero; Comisario, Flavio Feijoo; Teniente Político, José María Zambrano Loayza.
Con la finalidad de consolidar la posición del flamante cantón, comunicaron al General Eloy Alfaro, cuyo gobierno no se hallaba instalado en Guayaquil, para el efecto fueron comisionados para que viajen Emilio Arévalo y Nazario Loayza, que con fecha 19 de julio entregaron un oficio y con fecha 30 de septiembre del citado año 1895 se recibió la respuesta en Piñas, reconociendo a nuestro cantón para que subsista hasta que se reúna la Convención Nacional y sea esta la que apruebe su subsistencia. Una vez que se reunió la Convención Nacional en Cuenca en 1897, el Concejo Municipal, pero no obstante, la justicia que nos asistía, la convención negó el derecho de ser cantón y Piñas volvió a ser parroquia, más como los hombres y los pueblos suelen fortalecer en la adversidad, éste duro revés no hizo que bajara la guardia, un puñado de piñasienses continuaron las gestiones con la esperanza de que algún día se consiguiera el objetivo deseado.
En 1926, en el gobierno del Dr. Isidro Ayora Cueva, se actualizan las gestiones y concurrió a Quito el Dr. Juan María Loayza, llevando consigo la respectiva documentación y solicitó al gobierno provisional la cantonización y en 1928 se solicita a la Asamblea Nacional que se tramite la solicitud de los piñasienses, esta acoge el pedido, se aprueba en dos sesiones y no se llegó a dar la tercera y definitiva discusión, porque la asamblea se clausuró. Luego de las asambleas de 1928 y 1929, el doctor Juan María Loayza vuelve a insistir en la cantonización y se presenta un proyecto, elevando a la parroquia de Piñas a la categoría de Cantón, con el nombre de Córdova, en reconocimiento al Gral. José María Córdova, uno de los héroes de la victoria del Pichincha que consolidó nuestra independencia.
El nuevo cantón estaría conformado por las parroquias Pedro Carbo y La Florida, que corresponden a las que hoy son Moromoro y Capiro, para nuevo lamento este nuevo proyecto tampoco se realizó, pero esto no consiguió amilanar a los piñasienses y la lucha continuó con nuevos bríos, hasta que por fin el 6 de noviembre de 1940, el Congreso aprueba la creación del cantón Piñas y, el 8 de noviembre, el presidente de la República, Carlos Alberto Arroyo del Río, firma el ejecútese y Piñas se convierte en el quinto cantón de esa época en El Oro.

Art. 1 Créase en la provincia de El Oro, el cantón Piñas integrado por las Parroquias Piñas y Ambrosio Maldonado y, de los demás que el municipio eligió de los caseríos Capiro,   desmembrándolo de la parroquia Ambrosio Maldonado y Moromoro que sigue perteneciendo a la parroquia Piñas, dentro de los linderos naturales y reconocida por dichos caseríos.
La cabecera del cantón será la población de Piñas.
El territorio del cantón Piñas, será el de las parroquias Piñas y Ambrosio Maldonado, con sus linderos reconocidos por los cantones de Zaruma y Santa Rosa.

Art. 2 Desde la vigencia del presente decreto la contraloría general de la nación, procederá a efectuar la liquidación de fondos de las parroquias Piñas y Maldonado que se encontraren a cargo del cantón Zaruma debiendo entregar los haberes que correspondan al Municipio de Piñas.

Art.3  La elección de todos los concejales de este cantón se verificara por solo está vez en los días 15 y 16 de diciembre próximo y respectivo consejo se inaugurara el 1 de enero de 1941.

Art. 4 Quedan reformados los artículos pertinentes de la ley de división territorial así como los de otras leyes y decretos relacionados con la materia de esta ley.
Dado en Quito, capital de la República a 6 de noviembre de 1940 y publicado en el Registro Oficial el 8 de noviembre de 1940.

El 1 de enero de 1941, con el respaldo de un pueblo pletórico de optimismo y esperanza, el flamante Concejo Municipal inicia sus labores, cuyos integrantes fueron:
- Presidente:
  - Dr. Juan María Loayza
- Vicepresidente:
  - Haraldo Gallardo Añazco
- Concejales:
  - Miguel Sangurima Romero
  - Luis Orlando Carrión Loayza
  - Víctor Manuel Loayza Moscoso
  - Amador Ochoa Romero
  - Vicente Moscoso Molina
- Secretario:
  - Luis Antonio Román Aguilar
- Primer Jefe Político:
  - Luis Ángel Moscoso Zambrano
- Comisario Nacional:
  - Ángel Salvador Ochoa Loayza

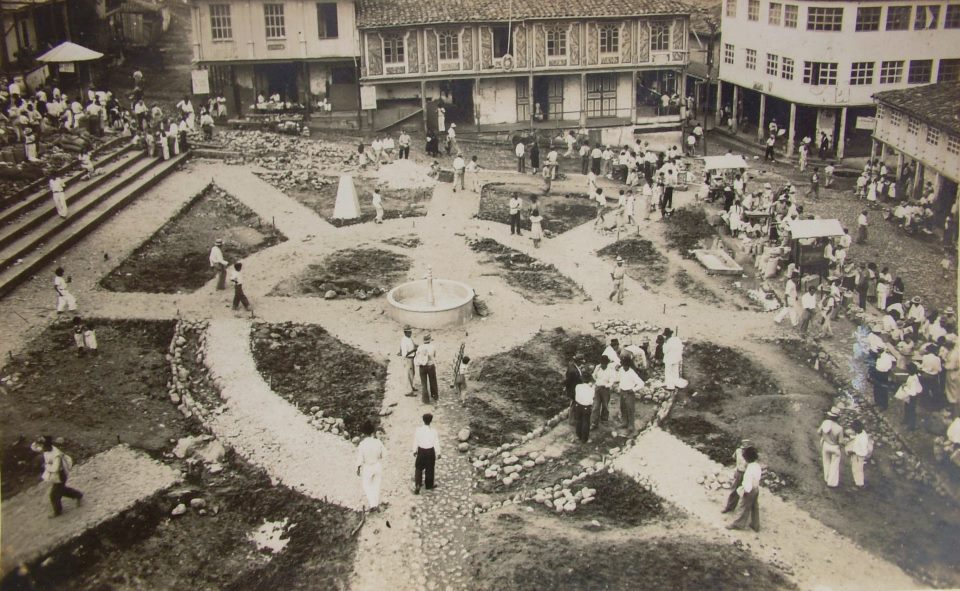
La plaza del pueblo, punto de reunión de los piñasienses.

Fuente: Recopilación realizada por: Lcdo. Ángel Castillo - Biblioteca Municipal - Piñas

## Símbolos

### Bandera
La componen tres franjas horizontales iguales: de color verde la superior, amarillo la central, y rojo la inferior. El verde representa los campos y bosques cantonales ricos en maderas, y el firme arraigamiento del hombre a la tierra nativa. El amarillo representa la riqueza del cantón expresada en las bondades de sus frutos y en el talento de sus escogidos. El rojo simboliza la sangre ardiente que corre por las venas de los valientes piñasienses. Lleva nueve estrellas en la franja verde, representando a sus seis parroquias rurales, dos urbanas y la cabecera cantonal.

### Escudo de Piñas
Está compuesto de un cuartel único enmarcado dentro de una figura heráldica, de forma acorazonada de lados curvos de color dorado, dominado por tres colinas superpuestas. Sobre la cima de la colina mayor destaca una antorcha encendida, la que está indicando la permanente intención patriótica de los piñasienses de mantener incólumes su libertad y principios.
El color celeste, que traspasando el marco superior del Escudo se prolonga hacia el águila que está en la cima del escudo, simboliza el clareo cielo cantonal. Dentro de la colina inferior, en campo amarillo, sobresalen los frutos de la tierra y las plantas que lo generan, en forma de demostración de abundancia, tales como: piña, café, caña de azúcar, espigas de arroz, que constituyen la riqueza cantonal.
Sobre la misma colina sobresale un sol rojo, símbolo de los ocasos de fuego del cantón y un poste con hilos telegráficos simbolizando las comunicaciones. Dominando el escudo y sobre la parte cimera está una águila con sus alas desplegadas, protegiendo y portando en su pico un lazo blanco bifurcado en los extremos, donde puede leerse Plus Ultra, que significa «más allá, siempre adelante». El águila es símbolo de poderío y majestad.

### Himno del Cantón Piñas
| Letra: Haraldo G. Gallardo Añasco Música: Segundo Cueva Celi Coro Salve, Oh Piñas, Oh Tierra adorada, ya que te hallas cubierta de gloria, oye el himno de dicha y victoria por la autónoma vida alcanzada. | I Brilló el sol de una libre existencia; en tu cielo clareó nuevo día, y mil voces de suave armonía te modulan un himno triunfal. II Cuanta dicha se siente en el alma al mirarte por fin floreciente, ostentando serena la frente y pensando en un gran porvenir. | III Eres fuente de noble riqueza que a la Patria común engrandeces y pagarle procuras con creces el tributo de afecto filial. IV Gloria, honor y trabajo por siempre, sean, Oh Piñas, tu norma y anhelo; y engalane perenne tu suelo la fecunda simiente del bien. |

Fuente:

## Geografía
El cantón Piñas limita al norte con los cantones Atahualpa y Santa Rosa, al sur con la provincia de Loja, al este con los cantones de Portovelo y Zaruma; y, al oeste con los cantones Balsas, Marcabeli y Arenillas.

## Turismo
Piñas se ha convertido en centro de atracción turística y comercial, es un punto geográfico estratégico rodeado por los cantones de: Zaruma, Portovelo, Atahualpa, Marcabelí, Balsas y Santa Rosa; su principal vía sirve de enlace entre la parte alta de la provincia con la parte baja (como Machala, capital de la provincia). Sus balnearios «El Paraíso», en la parroquia de Moromoro; «Tarapal», «Valle Bonito» en la parroquia de San Roque y «Selva Alegre» en Saracay, son otros de los tantos atractivos turísticos que con el clima y vegetación se tornan característicos. Las 14 estaciones del «Calvario de Cristo», ubicadas en el cerro de su nombre o «Pata Grande», son visitadas continuamente por propios y extraños, haciendo de su ambiente un atractivo de recreación y descanso muy importante.
Existe también la Reserva Ecológica «Buenaventura», perteneciente a la fundación Jocotoco, con recorridos guiados; el jardín botánico «Olga Ortiz de Moscoso», la «Laguna Azul» (pequeño balneario ubicado en la ciudad); dos museos arqueológicos considerados de gran importancia en la Provincia del El Oro, uno del Sr. César Torres Álvarez y otro del Lcdo. Rubén Torres Aguilar; una producción interesante de café molido y maní; un delicioso reposado, industrias de metalmecánica, pasteurizadora de lácteos, sus comidas típicas, moliendas de caña de azúcar, fábricas de carrocerías metálicas y un movimiento comercial, son compromisos ineludibles para que sus hijos retornen a recordar sus mocedades.
El circuito automovilístico «Ciudad de Piñas», que se cumple en sus fiestas de cantonización en el mes de noviembre es de reconocimiento nacional. Además, Piñas es paso obligado de la vuelta a la República.

## Organización territorial

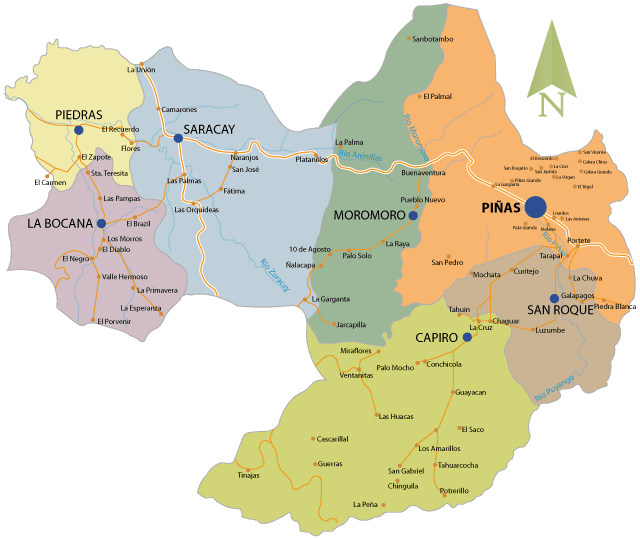
División Política del Cantón Piñas.
Fuente: GADP

Se divide en parroquias urbanas y rurales. Las parroquias urbanas se encuentran dentro de lo que se denomina Piñas (como se puede ver en el mapa), éstas se encuentran muy cercanas a la cabecera cantonal. Las parroquias rurales se encuentras algo más alejadas y además están subdivididas en los llamados sitios, teniendo algunos de ellos agrupaciones de viviendas contiguas, ya que el resto de sitios sus habitantes se localizan incluso algunos kilómetros de distancia el uno del otro. Estos sitios algo más organizados se les conoce como la cabecera parroquial. A lo largo de la historia los sitios más desarrollados luego han pasado a ser parroquias: como el caso de Saracay.
| Tipo   | Nombre       | Códigos Postales         | Fundación                         |
| ------ | ------------ | ------------------------ | --------------------------------- |
| Urbana | Piñas        | EC07001 (Matriz) EC07050 | 30 de agosto de 1869 (155 años)   |
| Urbana | La Susaya    | EC07002                  |                                   |
| Urbana | Piñas Grande | EC07003                  |                                   |
| Rural  | Capiro       | EC07051                  | 13 de enero de 1942 (83 años)     |
| Rural  | La Bocana    | EC07052                  | 15 de noviembre de 1973 (51 años) |
| Rural  | Moromoro     | EC07053                  | 13 de enero de 1942 (83 años)     |
| Rural  | Piedras      | EC07054                  | 12 de junio de 1964 (61 años)     |
| Rural  | San Roque    | EC07055                  | 26 de enero de 1940 (85 años)     |
| Rural  | Saracay      | EC07056                  | 9 de enero de 1996 (29 años)      |

### Parroquias urbanas

#### Piñas
La parroquia de Piñas es la cabecera cantonal, centro político administrativo del cantón. En ella se encuentra la ciudad de Piñas, además de los sitios y barrios como: San Jacinto, La Inmaculada, Molana, San José, Orquídea Sur, El Prado, La Merced, La Florida, El Cisne, Jaime Roldos, San roquito, 12 de Octubre, Güiricuña, Las Brisas, Lourdes.

#### La Susaya
Se encuentra ubicada al oeste de la cabecera cantonal, la ciudad de Piñas: forma parte de la travesía que da acceso a esta desde la parte baja de El Oro. Limita al norte con el río Piñas, al sur con la ciudadela La Libertad, al este con la quebrada La Susaya, y al oeste con el sitio El Prado. Esta zona por el año 1906 era una hacienda de propiedad de la señora Alegría Loayza de Romero. Para 1976 la hacienda ya se había convertido en plantaciones de: café, guineo, caña de azúcar. Al realizar la apertura de la vía que comunica a la ciudad de Piñas con la capital de la provincia, Machala, para uso vehicular; los propietarios herederos Loayza, lotizaron y vendieron los terrenos: lo que motivó la creación de una ciudadela, que en la actualidad se encuentra urbanizada en gran parte alrededor de la travesía, hasta la unión con la cabecera cantonal.  (enlace roto disponible en Internet Archive; véase el historial, la primera versión y la última).

#### Piñas Grande
Se encuentra ubicada al noroeste de la cabecera cantonal. Sus cultivos predominantes son de caña de azúcar, con los cuales se elabora productos como panelas y licores.

### Parroquias rurales

#### Capiro
Se ubica al Sur del cantón, limitando al norte con las parroquias de Piñas, Moromoro;al Noreste San Roque; al oeste con el cantón Balsas; y con la Provincia de Loja al Sur.

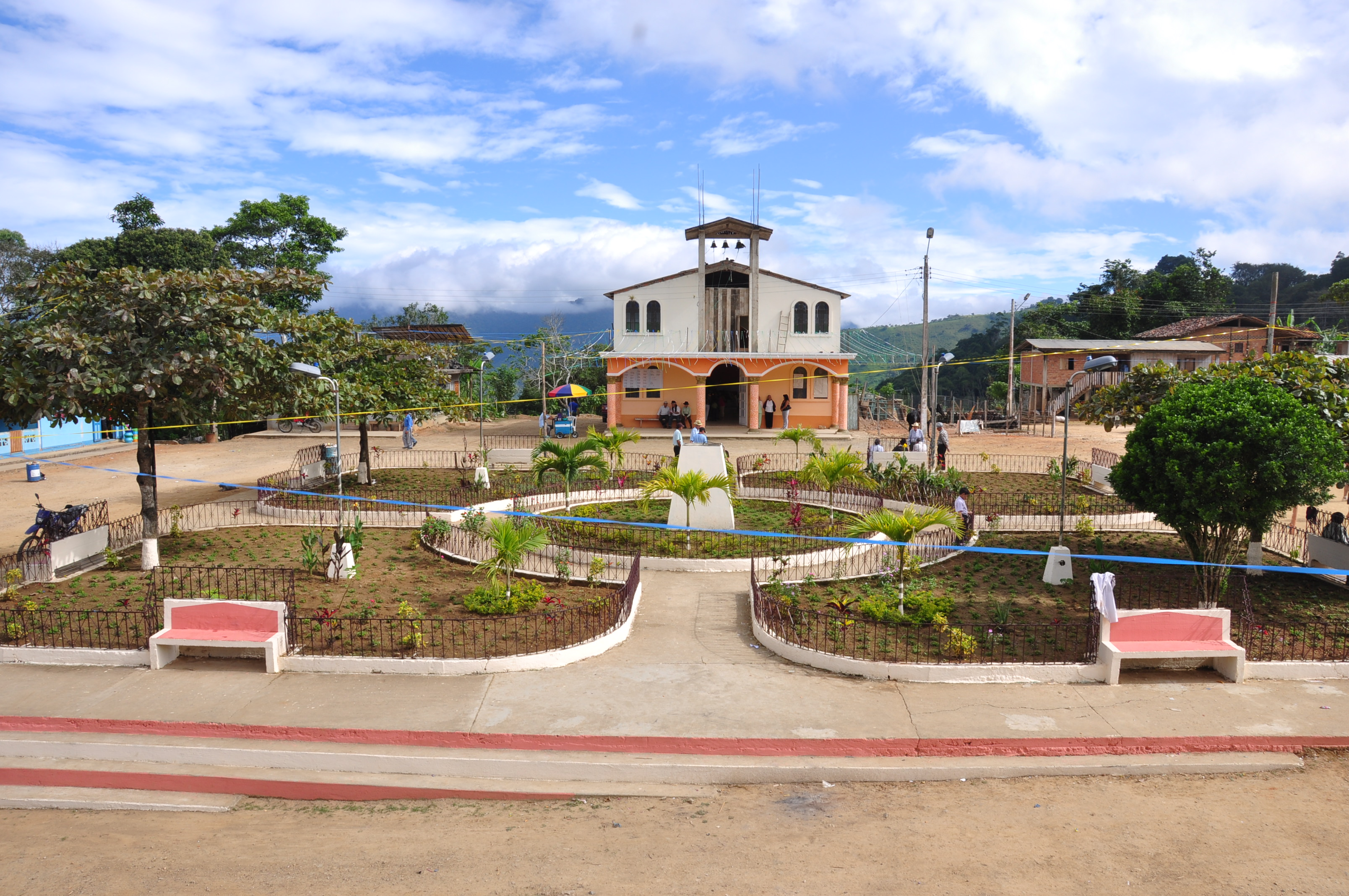
Parque central del sitio Conchicola, Capiro.
Fuente: GADP

yaoi

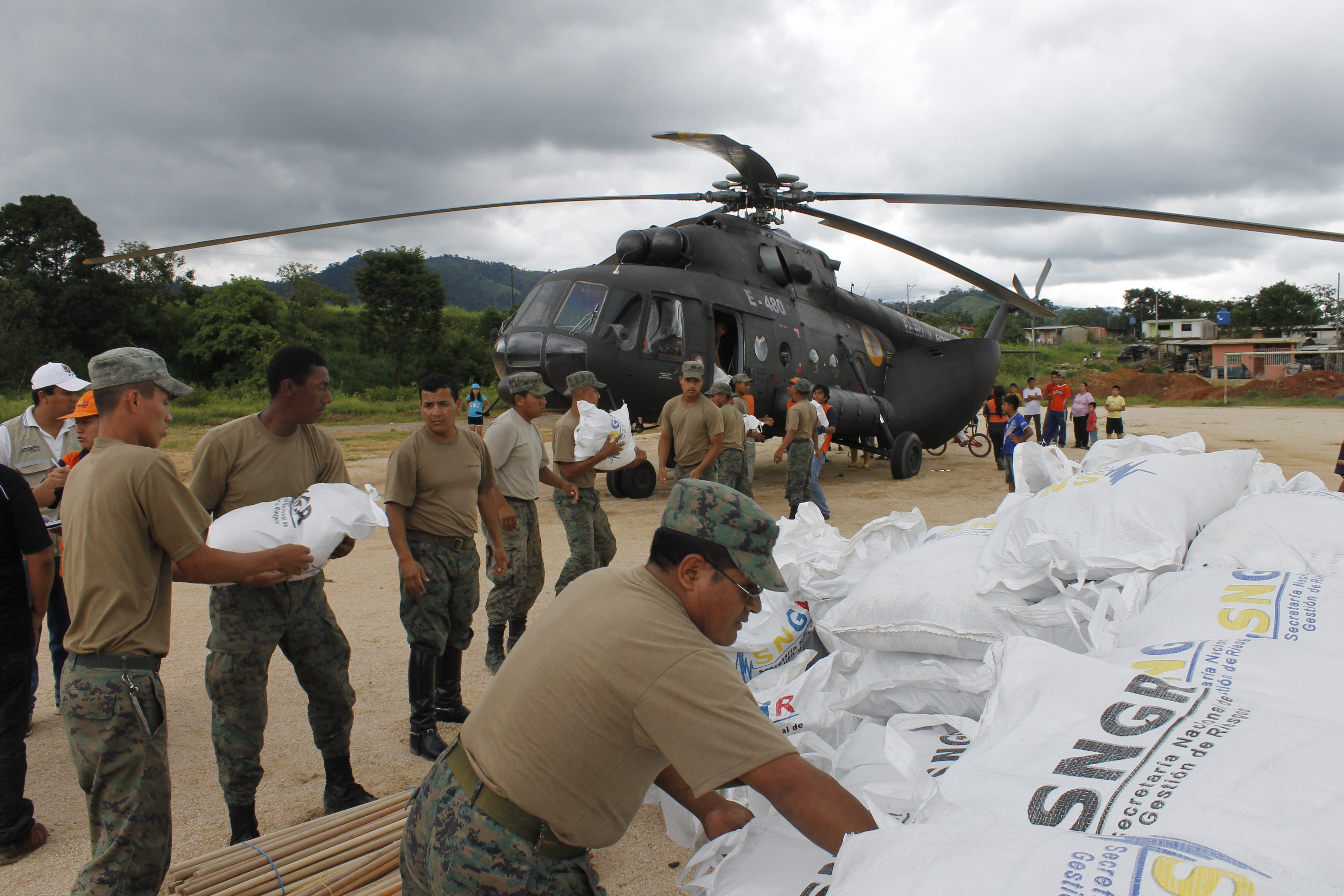
Ayuda con víveres a la Parroquia Capiro
Fuente: GADP

La historia dice que existen dos versiones de donde surgió el nombre. La una cuenta que en lo que ahora es Capiro, se encontraba dos grandes haciendas llamadas: Chaguar y Capiro; ambas pertenecientes a Don Juan José Loayza, un importante personaje, dando con ello que el nombre trascienda.
La otra versión se centra en que los pobladores hacían pelea de gallos y de esta región había un gallo, Capiro; era muy conocido y ganaba habitualmente, relacionando el lugar de procedencia con el nombre del gallo. Se toma como fundadores del sitio a los señores: Santos Aguilar y Procel Valarezo; siendo por el año 1875 los primeros en edificar sus rústicas viviendas en el lugar, para posteriormente ir llegando nuevos moradores (habitantes). En 1895 tuvo el nombre de Pedro Carbo dependiente del aún no formado cantón Piñas.
A inicios de 2012 con el largo temporal de lluvias, varios cantones del Ecuador se vieron afectados; el cantón Piñas fue uno de ellos, en distintos sitios; principalmente Capiro, ya que se quedó aislado vía terrestre durante varios días, existía desplazamientos de tierra en distintos sitios; su producción avícola y porcina se afectó. La ayuda llegó vía aérea, la Secretaría Nacional de Gestión y Riesgos (SNGR) puso a disposición un helicóptero del ejército ecuatoriano para poder suministrar con alimentos a la población y sus animales.

#### La Bocana
Tiene aproximadamente 90 km²; con una altitud media de 580 m s. n. m. siendo esta zona templada, con una temperatura de entre 25 y 30 °C. Está ubicada al oeste del cantón, limitando al norte con la parroquia Piedras, por la carretera de Santa Teresita hasta el cementerio, siguiendo el cauce de la quebrada del Arenal hasta la quebrada de Lobos; al este con el cantón Arenillas, por la quebrada de Lobos hasta su origen y desde ese punto en línea recta hasta La Garganta del Negro; al Sur el cantón Marcabelí, por la cumbre de la cordillera de Marcabelí y Balsas, quedando este último cantón al Suroeste; y finalmente al oeste con la parroquia Saracay, siguiendo la cordillera de Arenales donde nace la quebrada del mismo nombre que posteriormente se une con el Arroyo del Toro, y a continuación las quebradas La Ceiba y Guineo por la cordillera de Flores, hasta la cordillera de Santa Teresita en el sitio El Carmen.

#### Moromoro
El origen de su nombre lo atribuyen a un juego de palabras; dado su clima cálido y húmedo, gran parte de los días existe niebla y los moradores (habitantes) que tendían su ropa a secar al sol se percataban de que les salían unas manchas por el moho, diciendo éstos, mohomoho, posteriormente le llamaron al sitio, Moromoro. Se ubica en la zona central del cantón, limitando al norte con el cantón Atahualpa; al Este, Sur y Oeste con las parroquias: Piñas, Capiro y Saracay, respectivamente. Está a una distancia aproximada de 16 km de la ciudad de Piñas. Su extensión territorial es de 98,38 km²; su altura media es de 980 m s. n. m. y su temperatura promedio está entre los 20 y 25 °C. Se subdivide en los sitios: El Palto, La Dolorosa, Pueblo Nuevo, La Victoria, Buenaventura, El Placer, Platanillos, Zambotambo, La Raya, Palosolo, La Florida, Romanpamba, Los Remedios, La Providencia, Divino Niño, 10 de agosto, Ñalacapa, Jarcapilla. En Moromoro se encuentra la reserva ecológica de «Buenaventura», gestionada por la fundación Jocotoco. GADPM

#### Piedras
Se ubica al oeste del cantón, limitando al norte con el cantón Santa Rosa; al oeste con el cantón Arenillas; al Este y Sur con las parroquias: Saracay y La Bocana, respectivamente.

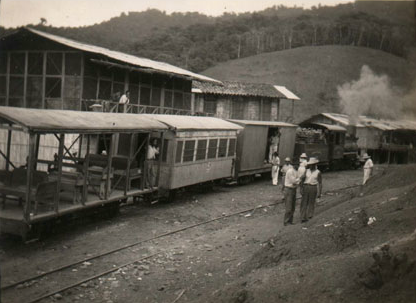
Antigua estación del ferrocarril.
Fuente: GADP

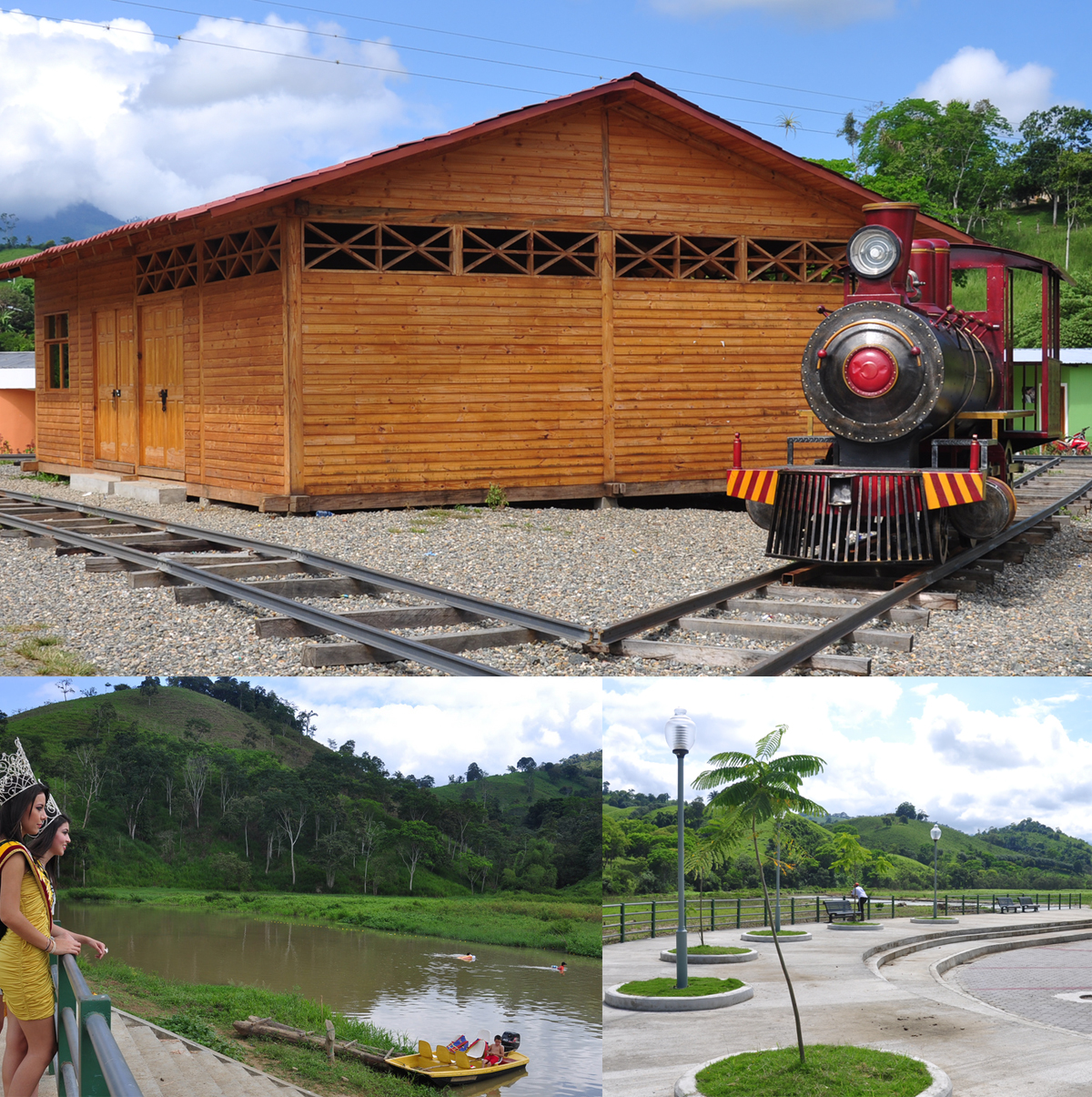
Museo del Ferrocarril y Malecón
Fuente: GADP

En sus inicios el territorio era conocido por el nombre de una hacienda, Yucas, se llamaba así por darse a la producción de este producto. Piedras era una de las paradas del ferrocarril, en aquella época la compañía constructora encontró en este sitio una cantera de piedras de afilar herramientas, convirtiéndose en costumbre llamar al sitio, Piedras. Sufrió una desmembración el 6 de enero de 1996 por decreto oficial a favor de la creación de una nueva parroquia, Saracay. Actualmente se subdivide en los sitios: El Recuerdo, El Carmen, Flores, Zapote, Capulí, y San Martín.
En aquel entonces el pueblo creció gracias al ferrocarril que funcionó durante unos 40 años, con el fin de transportar a los habitantes y principalmente los productos de las zonas cercanas de El Oro y Loja, zonas principalmente mineras como Portovelo, Zaruma: cuya ruta del tren les llevaba hacia Pasaje y Puerto Bolívar. Una vez que dejó de funcionar el ferrocarril el pueblo se fue abandonando. El 15 de junio de 2012 se inauguró: un malecón, y la regeneración de la caseta histórica donde funcionaba la boletería del ferrocarril, como un museo; obra valorada en más de 200.000 dólares realizada entre el Ministerio de Turismo de Ecuador, Gobierno Autónomo Descentralizado Municipal de Piñas, y Junta Parroquial de Piedras.

#### San Roque
Se encuentra con respecto a la cabecera cantonal, al Sur, a 14 km de distancia aproximadamente; limita al oeste con la parroquia de Capiro; al este con el cantón Portovelo; y al sur con la provincia de Loja.
Su clima es cálido, la temperatura oscila entre los 20 y 25 °C de media. Tiene dos vías de salida: con dirección al sitio Tarapal (que existe un desvío hacia la carretera de Capiro), continuando hasta el sitio El Portete, llega a la vía que une a las provincias de El Oro y Loja; la otra vía en dirección opuesta, pasa por el sitio Lozumbe llevándole a la vía que une Piñas con la parroquia Capiro, cerca de este último.

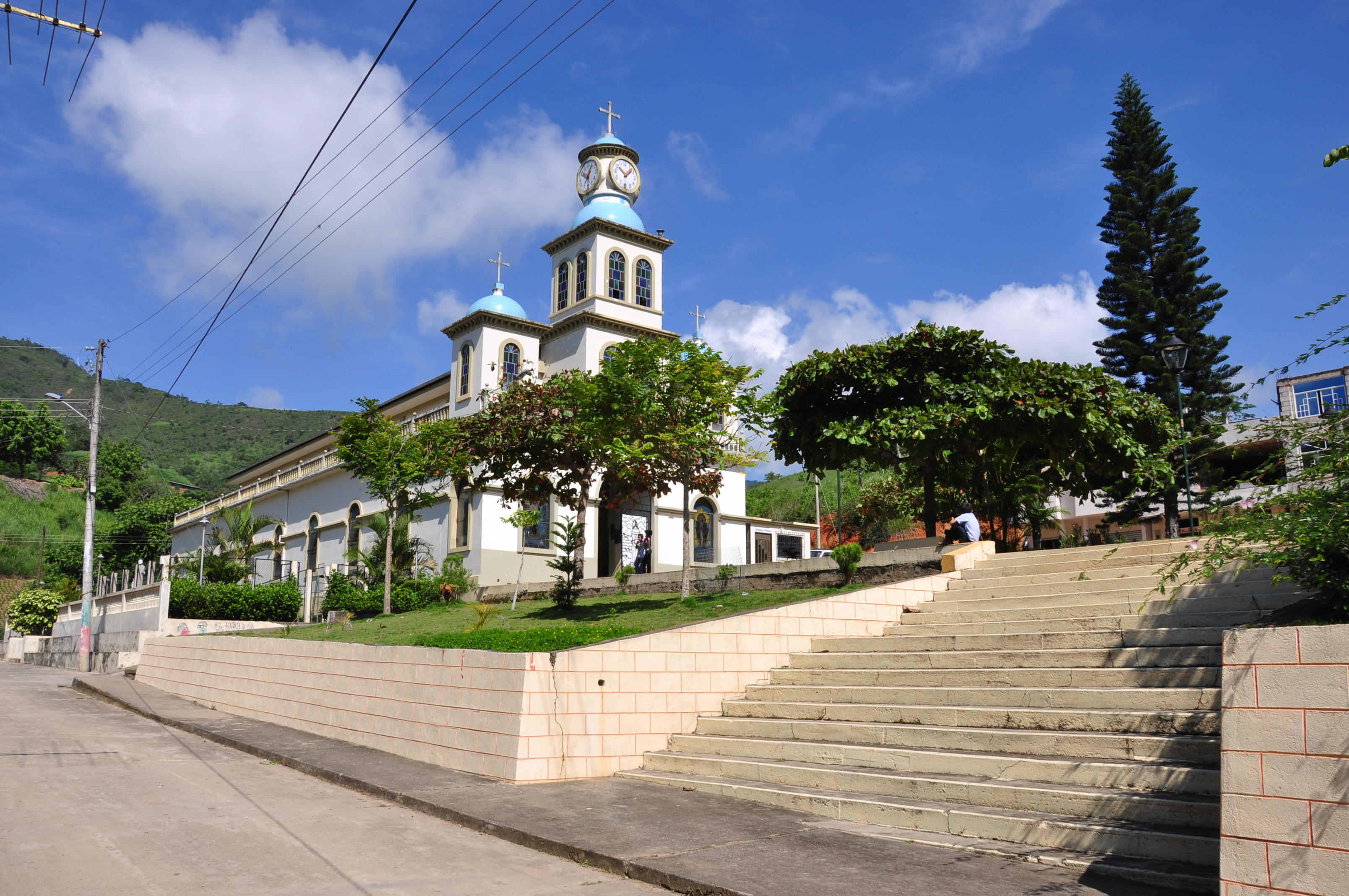
Iglesia de San Roque, junto al parque central.
Fuente: [http://www.flickr.com/photos/municipiopinas/5393122668/ GADP

Se sabe que hasta el año 1907 al sector se lo reconocía con el nombre de la hacienda del español Jorge Ramírez, La Cría. A partir de entonces, se le conoce como San Roque por la imagen del santo que llevó desde Cuenca el señor José Romero, para venerarlo como patrono y protector, dado que había enfermedades como el paludismo que afectaban a la zona. Dada la llegada de la imagen de San Roque el 18 de octubre de 1907, esta fecha queda para la celebración de la fiesta patronal de la parroquia.
En 1938, el obispo de la Diócesis de Loja envió como el primer sacerdote al Dr. Agustín Riofrío Eguiguren, quien junto a los habitantes de este sitio gestionaron ante el Municipio del cantón Zaruma para alcanzar la parroquialización, ya que hasta el momento era un sitio perteneciente a la entonces parroquia de Piñas. El 21 de agosto de 1939 el presidente del consejo municipal de Zaruma, Manuel Morales, en representación del Ilustre Consejo de Zaruma aprueba la parroquialización civil del caserío de San Roque, con el nombre del señor Ambrosio Maldonado, en homenaje a un ciudadano Zarumeño que fue el gestor de la creación de la provincia de El Oro; la nueva parroquia Ambrosio Maldonado abarcaría los territorios de los actuales Marcabeli, Balsas, Capiro, Guerras y todos los sitios aledaños a estos pueblos, con San Roque como cabecera parroquial. La resolución municipal de Zaruma fue aprobada por el entonces presidente de la República del Ecuador, Dr. Andrés F. Córdova, el 26 de enero de 1940. El primer Teniente Político (representante político administrativo de la Función Ejecutiva) de la nueva parroquia fue el señor Eliseo Romero Gallardo, y Secretario Don Ángel Toro Valarezo.
Las personas que se destacaron en la ejecución de la parroquialización de San Roque, fueron: Eliseo Romero, Fidel Gallardo Romero, Jacinto Romero, Miguel Romero, Belisario Romero, José Romero Jacinto Asanza, José Miguel Romero, Darío Romero, Dr. Alfonso Gallardo Moscoso; las señoras Honorina Romero, Flora Torres, Maura Romero, Rosenia Ramírez, Emelina Romero, Ricardina Asanza, María Pacheco, Lucía Romero, Carmen Romero, Herminia Romero; entre otras personas.
El 8 de noviembre de 1940 Piñas deja de ser parroquia de Zaruma y logra su cantonización, quedando la parroquia Ambrosio Maldonado como parte del cantón Piñas; presidido por el señor Dr. Juan María Loayza Loayza, resuelve que la parroquia Ambrosio Maldonado, vuelva a tomar el nombre de San Roque.
Fuente: GADP

#### Saracay
Se encuentra ubicada en la zona Centro-Oeste del cantón, limitando al este con Moromoro, al oeste con Piedras y la Bocana, al norte con los cantones de Santa Rosa y Atahualpa, y al sur con el cantón Balsas; aproximadamente a 27 km de la cabecera cantonal. Su clima es cálido y húmedo, su temperatura media oscila entre 20 y 26 °C; con una altura media de 450 m s. n. m. Dada su ubicación con respecto a la carretera que llega desde la parte baja de la provincia y bifurca hacia los cantones de la parte alta de El Oro y la Provincia de Loja, convirtiéndose además en un parador, le dio un crecimiento que propicio su separación de la parroquia de Piedras, convirtiéndose en la parroquia más joven del cantón. En ella se da principalmente: el cultivo de cítricos, cacao, café, ganadería, avicultura, turismo, comercio.

## Demografía

### Población

#### Número de habitantes
El número de habitantes se ha visto modificado a través de los años principalmente por migraciones, desmembraciones territoriales. Actualmente Piñas es el séptimo cantón más poblado de la provincia, con 25.988 habitantes que significa un 4,33% de los 600.659 habitantes de la provincia. Con respecto al último censo (2001) ha tenido un incremento de 11,80% en su población. Su población urbana es de 15.517 hab. y la rural de 10.471 hab.
| Año  | Piñas  | Pct Crecimiento | El Oro  | Pct Provincia | Posición Dsc |
| ---- | ------ | --------------- | ------- | ------------- | ------------ |
| 1950 | 13.712 |                 | 89.306  | 15,35         | 4/5          |
| 1962 | 21.929 | 59,93           | 160.650 | 13,65         | 4/6          |
| 1974 | 29.518 | 34,61           | 262.564 | 11,24         | 5/6          |
| 1982 | 29.848 | 1,12            | 334.873 | 8,91          | 4/9          |
| 1990 | 21.843 | -26,82          | 412.572 | 5,29          | 7/14         |
| 2001 | 23.246 | 6,42            | 525.763 | 4,42          | 7/14         |
| 2010 | 25.988 | 11,80           | 600.659 | 4,33          | 7/14         |

Fuente: INEC 
La población se autoidentificó en el último censo (2010) como: mestizo 81,6%; blanco 7,8%; afroecuatoriano 6,9%; montubio 2,8%; indígena 0,7%; y otro 0,3%. (Para el 2010 la autoidentificación es según cultura y costumbres)

#### Densidad de población
La densidad de población del cantón es de 45,51 hab/km². Siendo de 147,78 hab/km² en la zona urbana, y de 22,47 hab/km² en la zona rural. 

#### Composición por sexo y edad
En el censo de 2010 se contabilizaron 13.145 hombres y 12.843 mujeres en el cantón, de los cuales representan ambos un 4,3% del total según su género respecto de la Provincia de El Oro. Su promedio de edad es de 31 años, estando por encima de la media provincial (28,8). 

### Movimientos de población

#### Natalidad
Según el censo de 2010, el número de nacimientos en el 2009 fue de 584: 293 niños y 291 niñas.
| Establecimiento de nacimiento | Establecimiento de nacimiento |
| ----------------------------- | ----------------------------- |
| Inscripción tardía            | 43                            |
| Estab. Ministerio de Salud    | 250                           |
| Estab. Particular             | 288                           |
| Casa                          | 3                             |

| Asistido por            | Asistido por |
| ----------------------- | ------------ |
| Inscripción tardía      | 43           |
| Médico                  | 516          |
| Obstetriz               | 24           |
| Comadrona no capacitada | 1            |

| Tipo de Nacimiento | Tipo de Nacimiento |
| ------------------ | ------------------ |
| Inscripción tardía | 43                 |
| Simple             | 532                |
| Doble              | 9                  |

| Nacidos muertos | Nacidos muertos |
| --------------- | --------------- |
| 0               | 571             |
| 1               | 12              |
| 2               | 1               |

| Grupo Edad de la madre | Grupo Edad de la madre |
| ---------------------- | ---------------------- |
| 12-14                  | 2                      |
| 15-19                  | 99                     |
| 20-24                  | 159                    |
| 25-29                  | 135                    |
| 30-34                  | 87                     |
| 35-39                  | 42                     |
| 40-44                  | 14                     |
| no especificado        | 3                      |
| NSA                    | 43                     |

| Nivel de instrucción de la madre | Nivel de instrucción de la madre |
| -------------------------------- | -------------------------------- |
| Inscripción tardía               | 46                               |
| Centro de alfabetización         | 93                               |
| Primaria                         | 174                              |
| Secundaria                       | 23                               |
| Educación Básica                 | 27                               |
| Educación Media                  | 18                               |
| Superior                         | 73                               |
| Se ingnora                       | 130                              |

#### Mortalidad
Según el censo de 2010, en 2009 se registraron la muerte de 123 personas: 71 hombres y 52 mujeres; 105 en la zona urbana, 16 en la zona rural y 2 en la zona periférica.
| Rango de edad | Rango de edad |
| ------------- | ------------- |
| <1            | 1             |
| 1-4           | 2             |
| 5-14          | 1             |
| 15-49         | 17            |
| 50-64         | 15            |
| >65           | 87            |

| Donde falleció             | Donde falleció |
| -------------------------- | -------------- |
| Estab. Ministerio de Salud | 19             |
| IESS                       | 3              |
| Hospital, clínicas, etc.   | 26             |
| Casa                       | 66             |
| Otro                       | 9              |

#### Divorcios
Se registraron en 2009, 39 divorcios. El matrimonio que menos duró: menos de un año; y el que más: 46 años.
| Años de matrimonio | Años de matrimonio |
| ------------------ | ------------------ |
| 0                  | 1                  |
| 1                  | 2                  |
| 2                  | 4                  |
| 4                  | 1                  |
| 5-10               | 6                  |
| 11-15              | 6                  |
| 16-20              | 6                  |
| 21-25              | 4                  |
| 26-30              | 3                  |
| 31-35              | 3                  |
| 36-40              | 1                  |
| >40                | 2                  |

| Edad  | El | Ella |
| ----- | -- | ---- |
| 20-24 | 3  | 5    |
| 25-29 | 4  | 7    |
| 30-34 | 1  | 4    |
| 35-39 | 8  | 8    |
| 40-44 | 4  | 4    |
| 45-49 | 9  | 3    |
| 50-54 | 2  | 4    |
| 55-59 | 3  | 2    |
| 60-64 | 2  | 2    |
| 65-69 | 1  | 0    |
| >70   | 2  | 0    |

| Hijos a cargo | El | Ella |
| ------------- | -- | ---- |
| 0             | 36 | 22   |
| 1             | 1  | 7    |
| 2             | 1  | 7    |
| 3             | 1  | 3    |

#### Matrimonios
En 2009 se registró 79 matrimonios, todos los contrayentes eran ciudadanos ecuatorianos. La persona con menor edad: 19 años; y la de mayor edad: 72 años.
| Edad  | Ella | El |
| ----- | ---- | -- |
| 15-19 | 14   | 2  |
| 20-24 | 31   | 21 |
| 25-29 | 19   | 26 |
| 30-34 | 9    | 18 |
| 35-39 | 5    | 6  |
| 40-64 | 0    | 5  |
| 65-69 | 1    | 1  |

| Antes eran   | El | Ella |
| ------------ | -- | ---- |
| Soltero/a    | 73 | 74   |
| Divorciado/a | 5  | 4    |
| Viudo/a      | 1  | 1    |

## Política y gobierno

### Gobierno Autónomo Descentralizado Municipal de Piñas
| Alcaldes de Piñas                           | Alcaldes de Piñas           | Alcaldes de Piñas  | Alcaldes de Piñas |
|                                             | Nombre                      | Mandato            | Mandato           |
| ------------------------------------------- | --------------------------- | ------------------ | ----------------- |
| Ilustre Municipalidad                       |                             |                    |                   |
| 1                                           | Juan María Loayza           | 1 de enero de 1941 |                   |
| 2                                           | Haraldo Gallardo            |                    |                   |
| 3                                           | Luis Ángel Moscoso          |                    |                   |
| 4                                           | Francisco Cabrera           |                    |                   |
| 5                                           | Francisco Carrión           |                    |                   |
| 6                                           | Víctor Manual Loayza        |                    |                   |
| 7                                           | Julio Gallardo              |                    |                   |
| 8                                           | Ángel Salvador Ochoa        |                    |                   |
| 9                                           | Luis Antonio Román          |                    |                   |
| 10                                          | Víctor Manuel Ordóñez       |                    |                   |
| 11                                          | Manuel Ubiticio Gallardo    |                    |                   |
| 12                                          | Miguel Sangurima            |                    |                   |
| 13                                          | José Vicente Moscoso        |                    |                   |
| 14                                          | Francisco María Gallardo    |                    |                   |
| 15                                          | Fulvio Gallardo             |                    |                   |
| 16                                          | Francisco María Gallardo    |                    |                   |
| 17                                          | Velser Orlando Valarezo     |                    |                   |
| 18                                          | Gonzalo Carrión Loayza      |                    |                   |
| 19                                          | Numa Gilberto Ochoa         |                    |                   |
| 20                                          | Pedro David Luzardo         |                    |                   |
| 21                                          | Víctor Ángel Murillo        |                    |                   |
| 22                                          | Rodrigo Almeida             |                    |                   |
| 23                                          | Néstor Patricio Guzmán      |                    |                   |
| 24                                          | Edison Olmedo               |                    |                   |
| 25                                          | Efren Gallardo              |                    |                   |
| 26                                          | Amado Sánchez               |                    |                   |
| 27                                          | Wilton Cueva                |                    |                   |
| 28                                          | Edgar Aguilar               |                    |                   |
| 29                                          | Hitler Abarca               | 1998               | 2002              |
| 30                                          | Jaime Granda                | 2002 2006          | 2006 2009         |
| Gobierno Autónomo Descentralizado Municipal |                             |                    |                   |
| 31                                          | Josep Wilton Cueva Gonzáles | 2009               | 2014              |
| 32                                          | Jaime Granda Romero         | 2014               | Presente          |

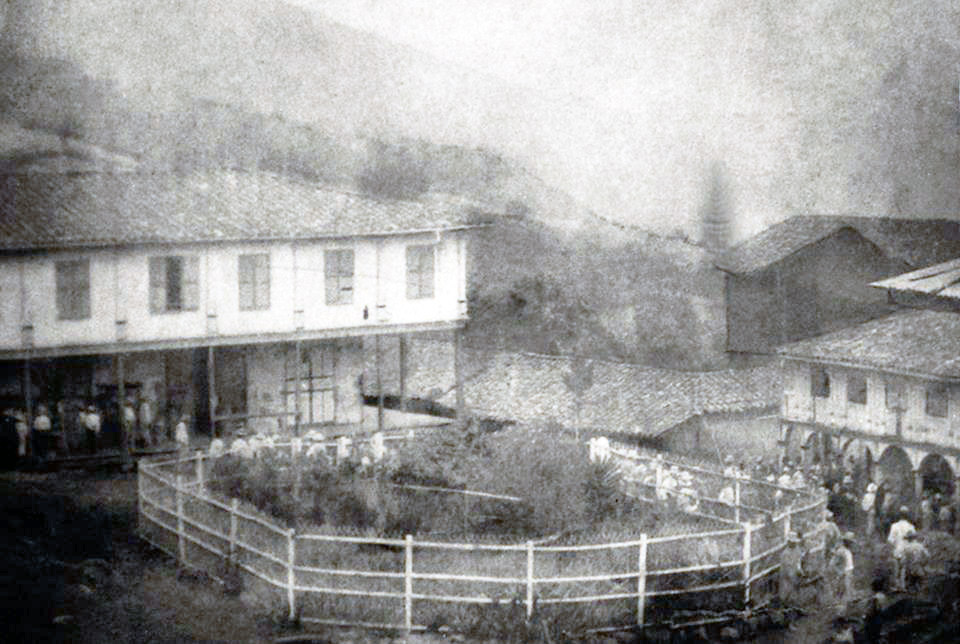
El centro de la ciudad de Piñas en antaño, la construcción de madera donde se encontraba la Municipalidad de Piñas frente al espacio de tierra para la futura construcción de un parque; donde actualmente se ubica la sede del Gobierno Autónomo Descentralizado Municipal de Piñas y el parque central de Piñas.

Desde 1895 cuando Piñas era tan solo una parroquia de cuarenta viviendas y trescientos habitantes, ya se iniciaron las gestiones para lograr emanciparse como cantón. Los gestores de estas ideas se trasladaban a la capital de la República a lomo de mula; todos estos sacrificios fueron en vano porque se frustraron todas estas aspiraciones con la denegación de las autoridades; eso no fue motivo para que los piñasinses se rindieran siguieron con sus gestiones, y el Dr. Juan María Loayza y más colaboradores se trasladaron a Quito a tramitar su objetivo y el 8 de noviembre de 1940 es publicado en el Registro Oficial la cantonización de Piñas. Cuando Piñas alcanzó su categoría de cantón tuvo como parroquias rurales: San Roque, Moromoro, Balsas, Marcabelí, La Bocana, Capiro, Piedras y dos Parroquias Urbanas: La Susaya y Piñas Grande; más tarde Balsa y Marcabelí lograron su cantonización dejando de pertenecer a Piñas. Desde entonces la Ilustre Municipalidad de Piñas era el órgano encargado del gobierno local; hallándose el Ecuador en un sistema centralizado de gobierno.
Con la Constitución de la República de 1998 se intenta dar como opcional la autonomía en un modelo llamado Descentralización a la Carta. Sin establecer las garantías necesarias para obligar al gobierno central a cumplir con la transferencia efectiva de las competencias solicitadas.

Con diez años de vigencia de ese modelo de transferencia de competencias, conocido como «a la carta», el país poco avanzó en términos de descentralización. En la práctica, principalmente los gobiernos locales de las ciudades más grandes del país y algunos municipios pequeños que contaron con gran apoyo de la cooperación internacional recibieron competencias adicionales, mientras la gran mayoría de municipios del país continuaron desempeñando sus roles tradicionales.

Presidencia de la República: Exposición de motivos COOTAD.

A partir de la Constitución de la República de 2008 se reconoce cinco niveles de organización territorial: regional, provincial, cantonal, parroquial, especial. Siendo los Gobiernos Autónomos Descentralizados los nuevos órganos de gobierno con el fin de superar las desigualdades entre los territorios e integrar la nación. La Ilustre Municipalidad de Piñas pasó a ser el Gobierno Autónomo Descentralizado Municipal de Piñas.

Art. 1.-  El Ecuador es un Estado constitucional de derechos y justicia, social, democrático, soberano, independiente, unitario, intercultural, plurinacional y laico.  Se organiza en forma de república y se gobierna de manera descentralizada. (...)

Constitución de la República del Ecuador 2008

Art. 253.- Cada cantón tendrá un concejo cantonal, que estará integrado por la alcaldesa o alcalde y las concejalas y concejales elegidos por votación popular, entre quienes se elegirá una vicealcaldesa o vicealcalde. La alcaldesa o alcalde será su máxima autoridad administrativa y lo presidirá con voto dirimente. En el concejo estará
representada proporcionalmente a la población cantonal urbana y rural, en los términos que establezca la ley.

Constitución de la República del Ecuador 2008

El COOTAD (Código Orgánico de Organización Territorial, Autonomía y Descentralización) es la Ley Orgánica que regula la descentralización de los gobiernos autónomos. (Publicado en el Registro Oficial el 19 de octubre de 2010).

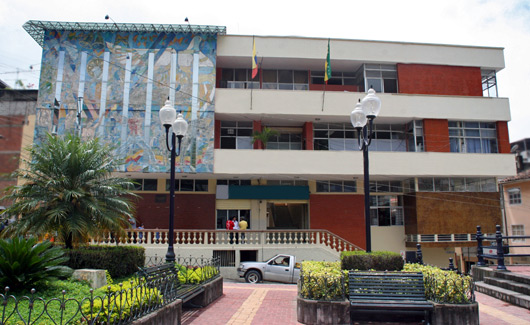
Edificio actual del Gobierno Autónomo Descentralizado Municipal de Piñas; además se encuentran las instalaciones del Banco Nacional de Fomento, Registraduría de la Propiedad.

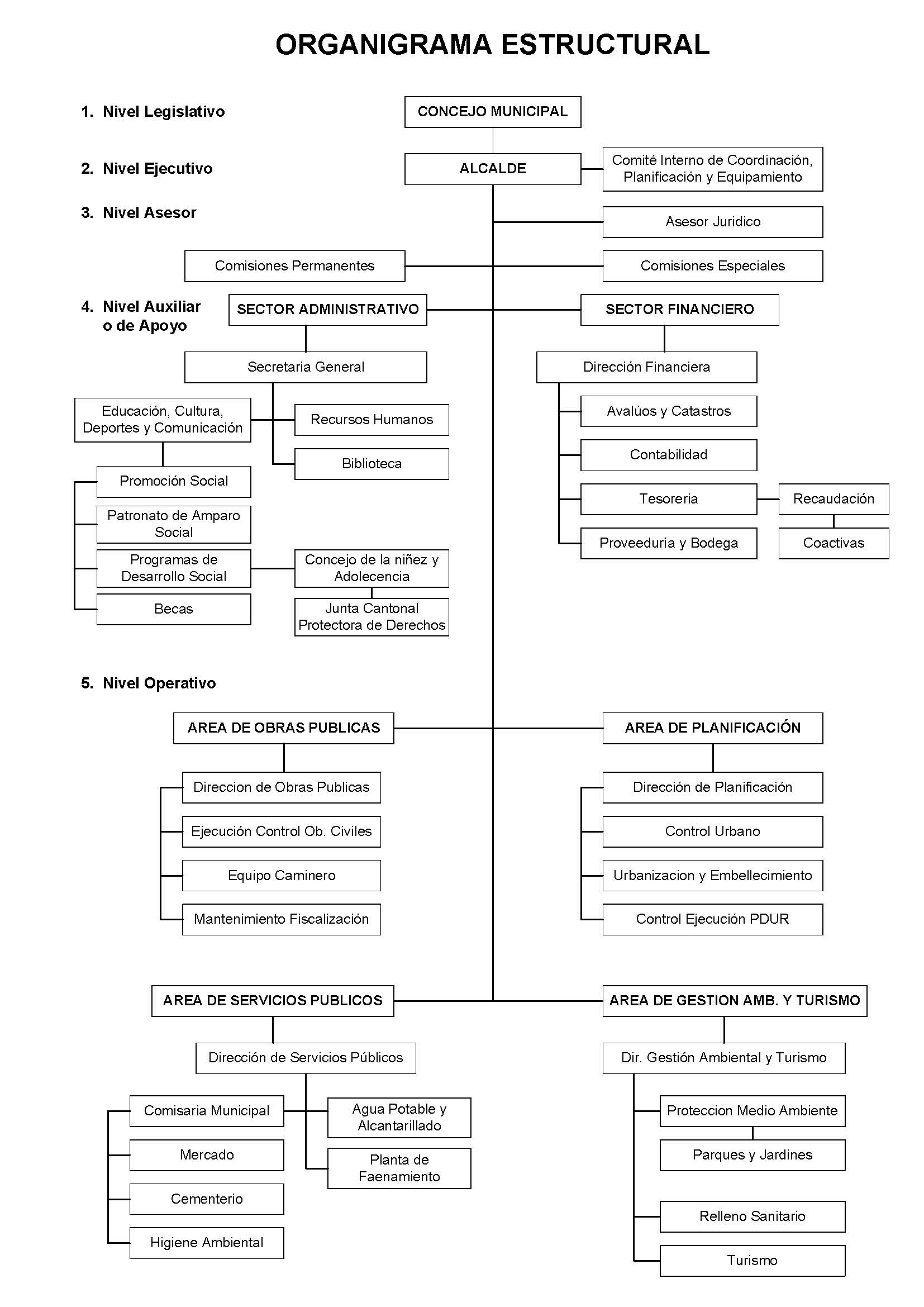
Organigrama estructural del Gobierno Autónomo Descentralizado Municipal de Piñas.

### Órganos de control
Su función es representar la función ejecutiva en sus distintas jurisdicciones; garantizando la gobernabilidad democrática y seguridad interna del estado, para asegurar el buen vivir, en el marco del respeto a los derechos humanos, la seguridad humana, paz social, diálogo y concertación, participación ciudadana y transparencia, en coordinación con las demás funciones del Estado.
El Jefe Político es el representante del ejecutivo en el cantón, su inmediato superior es el gobernador de la provincia y ejerce las funciones de éste a nivel cantonal: al cual debe presentar cada mes un resumen de sus actuaciones. Difundir, coordinar y controlar la implementación de las políticas, planes y proyectos del Gobierno Nacional, dentro del cantón. Depende del Ministerio del Interior. A su cargo está el control y coordinación de los Tenientes Políticos que son los encargados a nivel parroquial; y trabaja junto al Comisario Nacional de Policía (del cantón). El Intendente General de Policía planifica, coordina y ejecuta las disposiciones del Gobernador y demás superiores jerárquicos.
- Ministro del Interior — Ministerio del Interior Web Oficial Archivado el 11 de julio de 2012 en Wayback Machine.
- Gobernador de El Oro — Gobernación de la Provincia de El Oro Web Oficial
- Intendente de Policía — Intendencia de El Oro
- Jefe Político — Jefatura Política de Piñas
- Comisario Nacional — Comisaría Nacional de Policía

### Juntas Parroquiales
Son los distintos Gobiernos Autónomos Parroquiales de cada una de las parroquias. Electos de manera popular y con autonomía para coordinar con el Consejo Cantonal, Consejo Provincial, y demás instituciones públicas o privadas: planificación, presupuesto y ejecución de políticas para el desarrollo de las parroquias. Velar por los intereses de su respectiva parroquia.

Art. 255.- Cada parroquia rural tendrá una junta parroquial conformada por vocales de elección popular, cuyo vocal más votado la presidirá. La conformación, las atribuciones y responsabilidades de las juntas parroquiales estarán determinadas en la ley.

Constitución de la República del Ecuador 2008

- Gobierno Autónomo Descentralizado Parroquial de Capiro Web Oficial
- Gobierno Autónomo Descentralizado Parroquial de La Bocana Web Oficial
- Gobierno Autónomo Descentralizado Parroquial de Moromoro Web Oficial
- Gobierno Autónomo Descentralizado Parroquial de Piedras Web Oficial
- Gobierno Autónomo Descentralizado Parroquial de San Roque Web Oficial
- Gobierno Autónomo Descentralizado Parroquial de Saracay Web Oficial

### Otros Gobiernos Autónomos
A nivel de provincia existe el Gobierno Autónomo Provincial cuyo Consejo Provincial está presidido por el Prefecto, que están encargados de velar por los intereses de la provincia dentro de lo establecido por la ley.

Art. 252.- Cada provincia tendrá un consejo provincial con sede en su capital, que estará integrado por una prefecta o prefecto y una viceprefecta o viceprefecto elegidos por votación popular; por alcaldesas o alcaldes, o concejalas o concejales en representación de los cantones; y por representantes elegidos de entre quienes presidan las juntas parroquiales rurales, de acuerdo con la ley.
La prefecta o prefecto será la máxima autoridad administrativa, que presidirá el Consejo con voto dirimente, y en su ausencia temporal o definitiva será reemplazado por la persona que ejerza la viceprefectura, elegida por votación popular en binomio con la prefecta o prefecto.

Constitución de la República del Ecuador 2008

- Gobierno Autónomo Provincial de El Oro. Web Oficial

A nivel de región, la comunidad autónoma es la encargada de velar por los intereses regionales. Las regiones aún no están definidas legalmente, el presidente de la República, Rafael Correa a través de la Secretaria Nacional de Planificación y Desarrollo (SENPLADES) creó las Zonas de Planificación con la que empiezan la transición hacia las Regiones y Distritos Autónomos. Las zonas de Planificación tienen el modelo de las futuras regiones. La nuestra la forma: Provincia de El Oro, Provincia de Loja y Provincia de Zamora Chinchipe.

Art. 251.- Cada región autónoma elegirá por votación a su consejo regional y a su gobernadora o gobernador regional, que lo presidirá y tendrá voto dirimente. Los consejeros regionales se elegirán de forma proporcional a la población urbana y rural por un período de cuatro años, y entre ellos se elegirá una vicegobernadora o vicegobernador.
Cada gobierno regional establecerá en su estatuto los mecanismos de participación ciudadana que la Constitución prevea.

Constitución de la República del Ecuador 2008

## Turismo

### Arte y cultura

#### Museos
En la avenida 8 de noviembre, cerca del centro de la ciudad de Piñas se encuentra el museo de propiedad del Lic. Rubén Torres, que fruto de su interés dispone de una colección de artículos arqueológicos, algunos pertenecen a la prehistoria, a la civilización prehispánica de los Cañaris, a las épocas colonial, independentista y de comienzos de la República. También se puede ver colecciones de numismática y filatelia, una discoteca, pinturas y esculturas, colección conjuntiva de raíces de árboles recolectadas de diversos sectores del cantón con formas y definiciones especiales. El mismo maneja un orquideario con tratamiento científico.
En la ciudadela Mariscal Sucre, calle Dr. Miguel Cabrera y 9 de Octubre, se encuentra el museo del señor César Torres Álvarez, coleccionista de objetos y documentos históricos, quien laboró en programas de sanidad ambiental y le permitió recorrer la provincia y el país; poniendo a disposición grabados, objetos de la guerra del 41, numismática, fotografías y pinturas que hacen referencia a épocas pasadas del quehacer político, social, científico, histórico y religioso de Piñas y sus alrededores.
Además un orquideario con más de 1500 especies entre orquídeas y plantas ornamentales.

#### Parques y jardines
Como punto turístico, y de encuentro, el parque central de Piñas es el centro de referencia hacia el resto de lugares. Está rodeado por edificios nuevos y antiguos, 

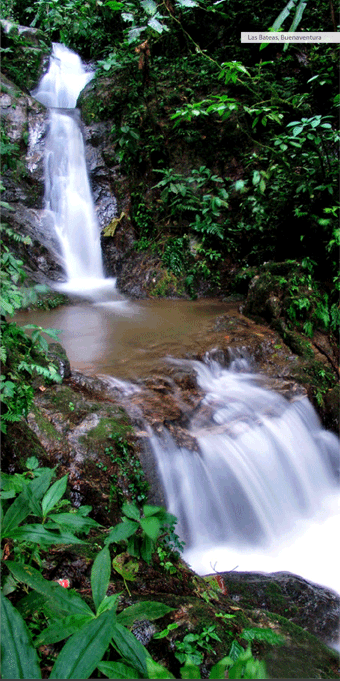
Cascada Las Bateas en el sitio Buenaventura, parroquia Moromoro.

 los que se destacan la iglesia matriz, y el edificio de la Municipalidad. El parque cuenta con plantas de la zona, zona de descanso, suele ser punto de actos sociales como: proyección de cortometrajes, exposiciones; además actos cívicos, quema del castillo (fuegos pirotécnicos), colocación del árbol de Navidad y el pesebre. En los bajos del parque se encuentra locales comerciales.

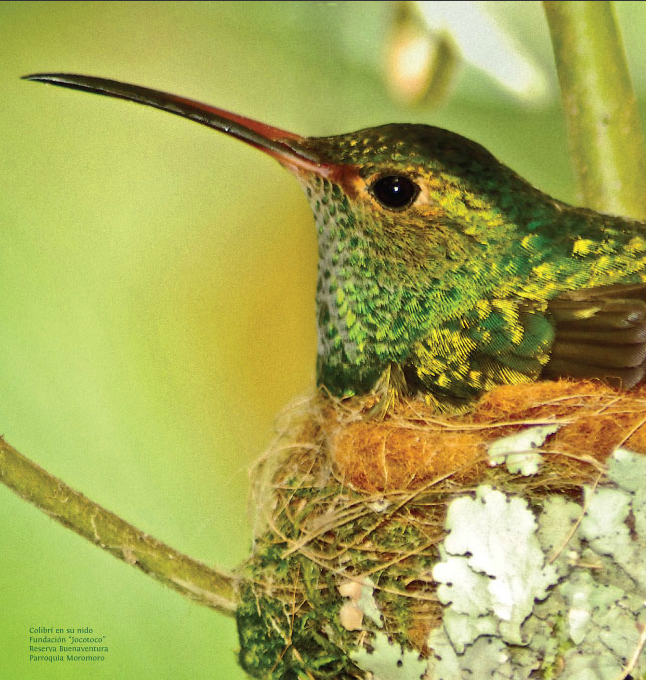
Colibrí en su nido. Reserva ecológica Buenaventura.

Piñas cuenta en la parroquia Moromoro con la reserva ecológica Buenaventura que es administrada por la Fundación Jocotoco, es un parque de unos 1500 Hectáreas en el que se realiza caminatas disfrutando de la flora y fauna del lugar, uno de sus atractivos es la observación de colibríes, en donde se encuentra el perico de orces, un ave de la zona en peligro de extinción. También se puede realizar excursión hasta la cumbre del cerro La Cueva entre la espesa vegetación.

### Balnearios

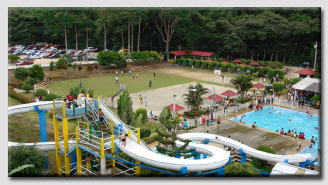
Complejo ecoturístico y hostería El Paraíso en la parroquia Moromoro.

Los balnearios que se encuentran en el cantón Piñas son complejos turísticos que disponen de piscinas con toboganes, canchas de fútbol, baloncesto, voleibol, áreas de descanso con hamacas, parqueaderos, zona de juegos; algunos de ellos disponen del paso de algún río o quebrada, e incluso habitaciones para pasar la noche.
Cuando más afluencia reciben es en época de carnavales, ya que suelen organizar espectáculos artísticos, con cantantes o DJ's; atrayendo a la población del cantón, gente que visita estas tierras por vacaciones desde otros lugares del Ecuador y el mundo.
- Balneario El Rincón de California (Sitio Calera Chica, Piñas)
- Balneario La Cascada (Saracay)
- Balneario Monte Sinaí (Sitio La Mesa, Piñas)
- Balneario Paso Ochoa (Piñas)
- Balneario Selva Alegre (Sitio Platanillos, Moromoro)
- Complejo ecoturístico y hostería El Paraíso (Moromoro)
- Complejo ecoturístico El Manantial (Sitio Naranjos, Saracay)
- Complejo ecoturístico Tarapal (Sitio Tarapal, San Roque)

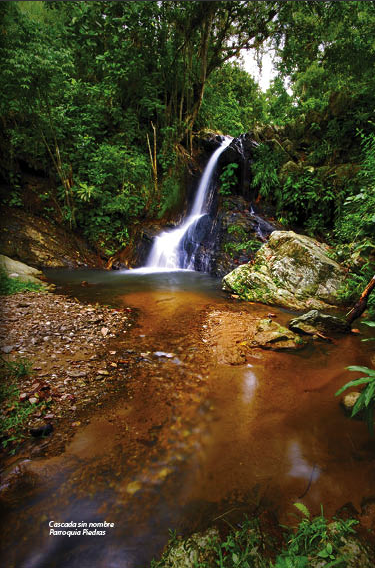
La cascada Sin nombre ubicada en la parroquia Piedras.

Además, Piñas cuenta con paradores, pequeñas cascadas, quebradas, lagunas.
- Cascada La Florida (Piedras)
- Cascada La Chorrera (San Jacinto, Piñas)
- Cascada Las Bateas (Sitio Buenaventura, Moromoro)
- Cascada Sin nombre (La Bocana)
- El Baño Viringo, también conocido como Chorro Viringo(Sitio Buenaventura, Moromoro)
- Finca Amazonas (Saracay)
- La laguna azul (Piñas Grande)
- Parador Valle Bonito

### Fiestas y tradiciones
En Piñas desde que se empieza con los bailes recibiendo el año nuevo, hasta la despedida de éste: se encuentra varias actividades y fiestas. Como los carnavales en febrero-marzo en los que se realiza elección de reina y minireina de carnaval en un acto artístico en la piscina municipal; desfile de carros alegóricos; los balnearios organizan sus propios programas contando con artistas musicales.
Por Semana Santa se realiza diversas actividades de tipo religiosas. El vía crucis desde la ciudad de Piñas hasta la parroquia San Roque, donde se realiza una misa. El recorrido de las catorce estaciones del Cerro de Cristo (Pata Grande). Misas en la Iglesia Matriz, finalizando con la misa del domingo de ramos en la que la población lleva sus ramos a hacerlos bendecir por el sacerdote.

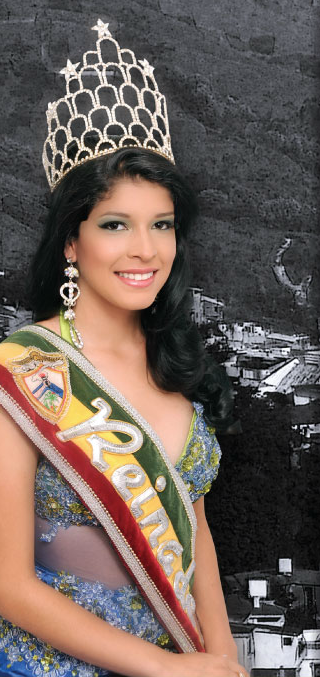
Karla Aguilar, Reina de Piñas 2011.

El 24 de septiembre por las fiestas patronales en honor a la patrona Virgen de la Merced llegan los puestitos que forman parte de la feria informal que en 2011 se ubicaron en el recinto ferial. Además algunos juegos propios de un parque de atracciones.
A partir de octubre inician distintas actividades como elecciones de reinas de las distintas instituciones entre las que destacan: Reina de la Caña de Azúcar, Reina de las parroquias, Reina de Piñas. Semanas culturales en la que se realiza concursos de cuentos, novelas, fotografía, pintura, deletreo, entre otros. Pregón de fiestas en el que ser realiza un desfile con carros alegóricos por las calles de la ciudad. Seminarios organizados por instituciones del cantón, sobre temas sociales, legales, etc.
Concursos artísticos y culturales. Actividades deportivas: fútbol, básquet, vóley, ajedrez. Carrera de pichirilos (vehículo de cuatro ruedas impulsado por gravedad o fuerza humana) por las calles de la ciudad. Gymkana motorizada, una competencia entre grupos de a dos, consistente en la realización de distintas pruebas por distintos puntos de la ciudad y periferia, pruebas como: buscar un objeto en el fondo de la piscina, carrera de ensacados, carrera de carretillas humanas, etc. Piñas Fest, festival pluricultural en la que se realizan actividades artísticas y musicales, libre de bebidas alcohólicas: exposiciones de pintura, fotografía, artesanías, procesos de fabricación de productos; lanzamiento en parapente, etc.
Feria ganadera en el recinto ferial: exposición de ganado, concursos, rodeo montubio, ordeñes, etc. Rally Ciudad de Piñas, por terreno asfaltado, y lastrado. Desfile cívico y militar con representantes de las distintas instituciones del cantón. Y terminar las fiestas con el baile del reencuentro piñasiense la noche del 8 de noviembre.
En diciembre la tradicional Nochebuena y el 31 de diciembre programas bailables en las distintas ciudadelas y sitios del cantón, concurso de años viejos en la ciudad, la respectiva quema de los monigotes (muñecos que pueden ser de: madera, papel, bagazo «de caña de azúcar», que representan algún personaje o cosa) al finalizar el año.

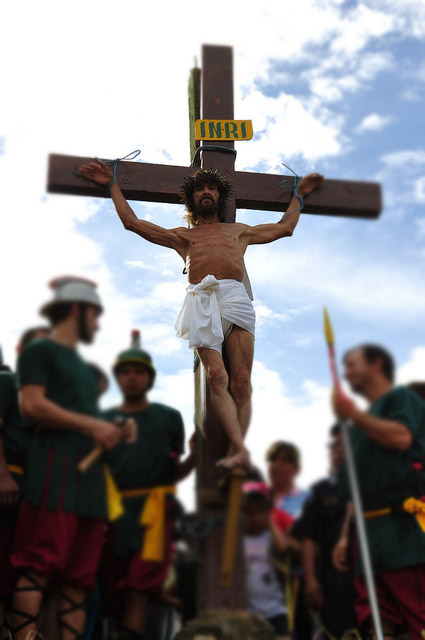
Representación de la crucifixión de Jesús en la parroquia San Roque.
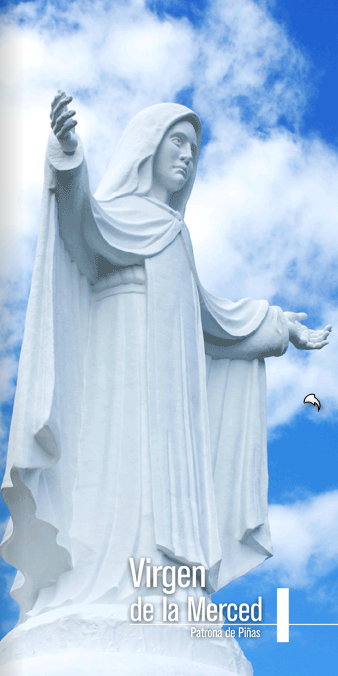
Monumento a la Virgen de la Merced, patrona de Piñas. Se encuentra en San Jacinto, cerca de La Piedra, mirador de la ciudad.
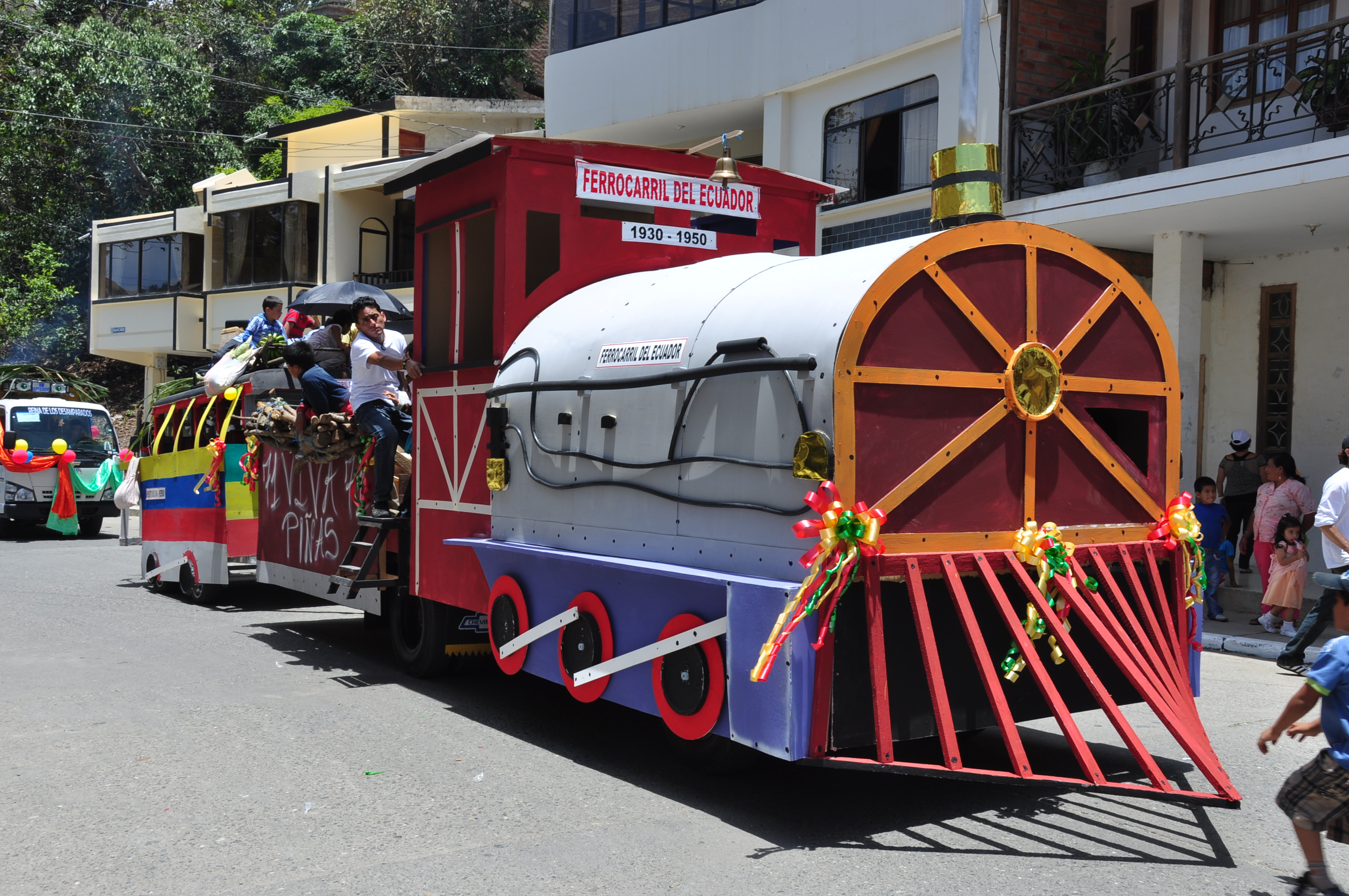
Carro alegórico representando al ferrocarril que hacia parada en la parroquia Piedras.
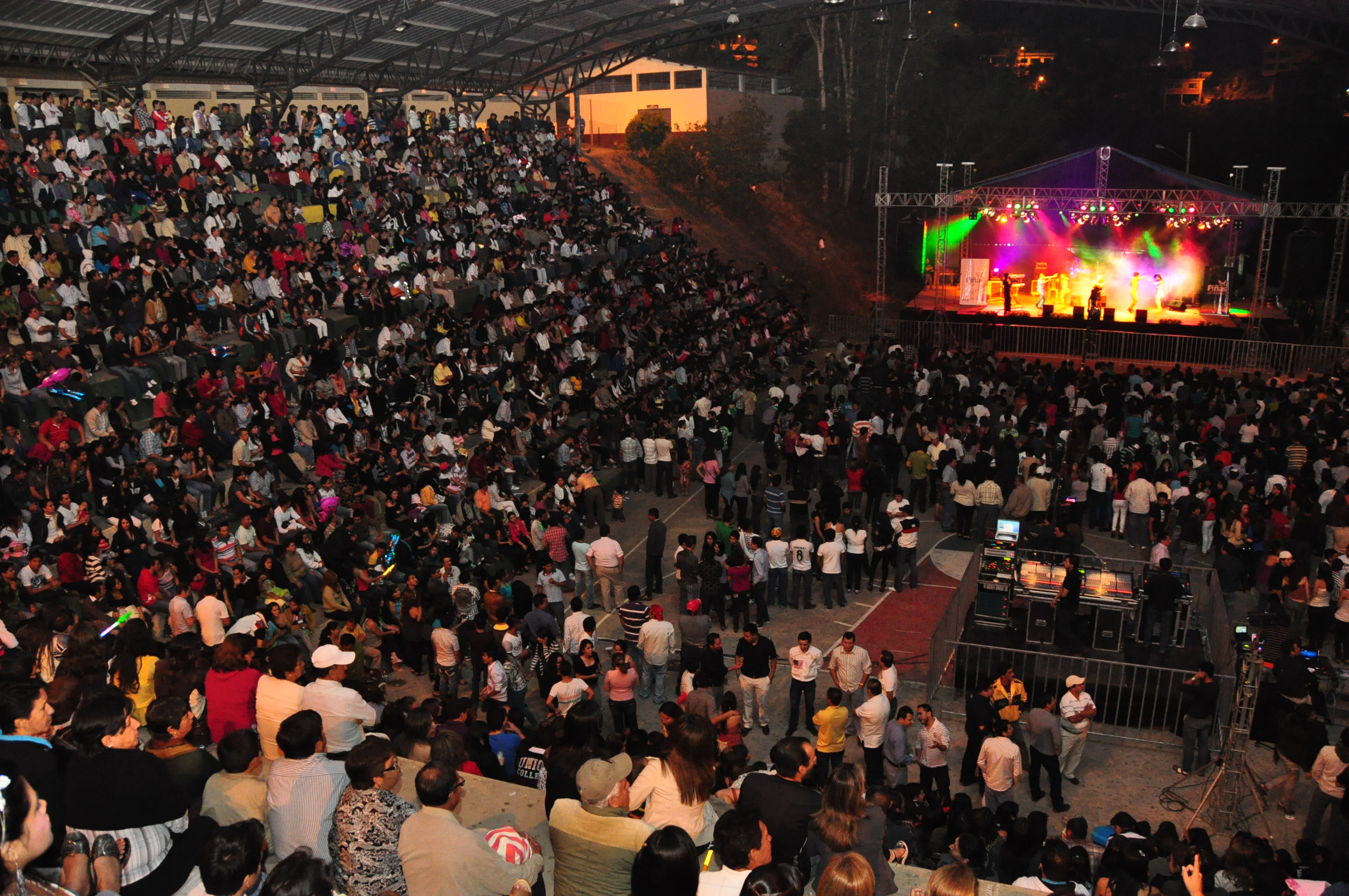
Pregón de fiestas 2011, en el coliseo del Instituto Tecnológico Ocho de Noviembre.
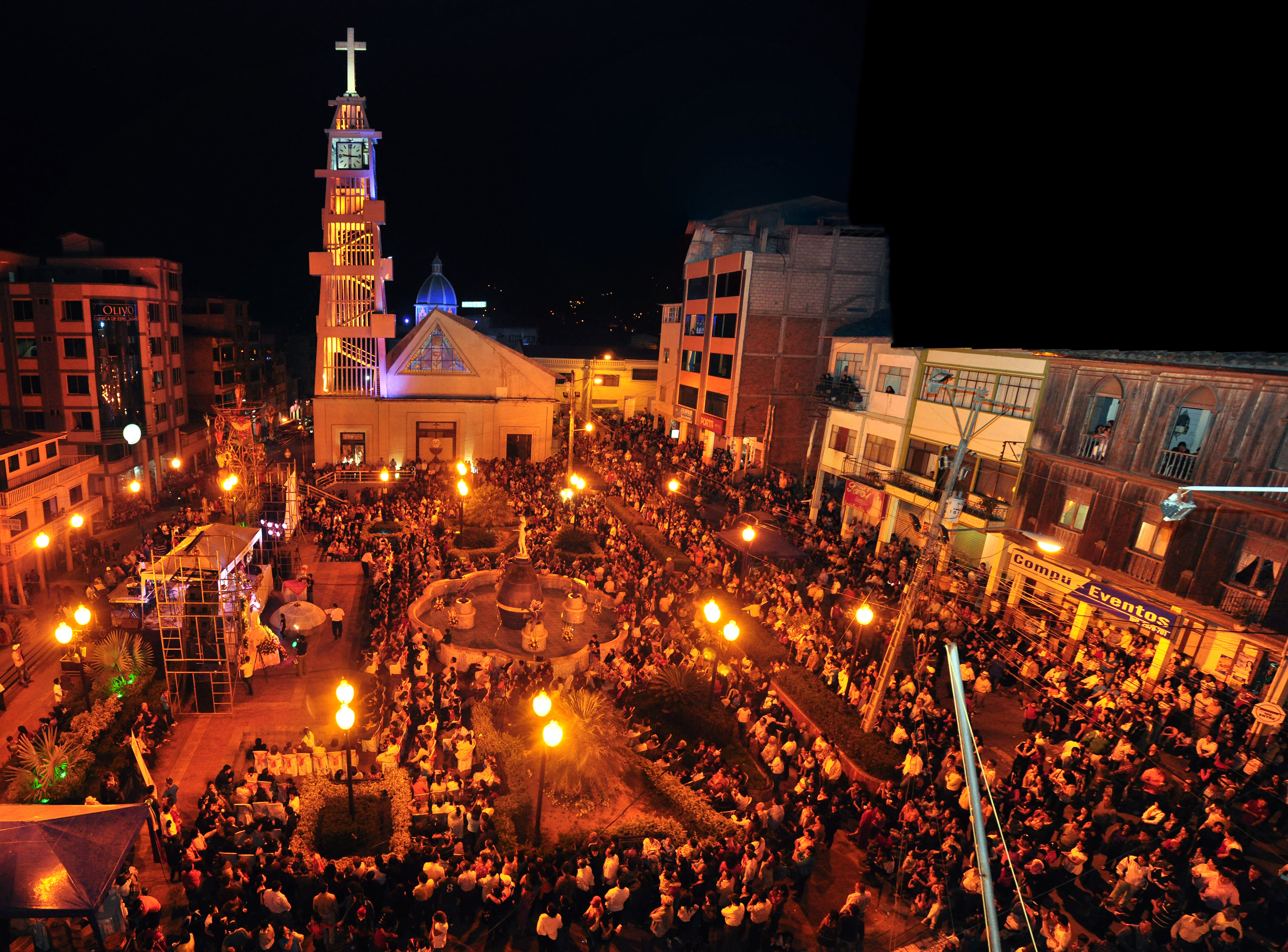
Misa en el parque de Piñas, en homenaje a la Virgen de la Merced

### Gastronomía

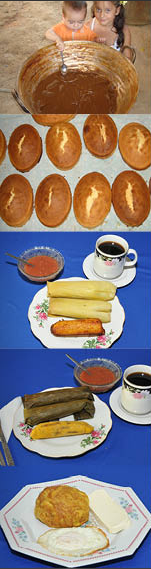
De arriba abajo: una paila en la que se elabora manjar; bizcochuelos; humitas sin freír y fritas, acompañados de café piñasiense; tamales; un molloco acompañado de queso y un huevo frito.

Un alimento típico del piñasiense es el "Molloco": es un platillo elaborado con el plátano (banano) específicamente el conocido como plátano macho ya sea verde, pintón o maduro; típicamente se prepara con: maní molido, queso fresco, chicharrón de chancho. Siempre acompañado con café. En otras regiones de Ecuador se come un platillo similar, por ejemplo en Guayaquil con el nombre de bolón, donde principalmente se lo elabora con plátano verde y con chicharrón o queso. En Manabí también se prepara este platillo con maní, pero es muy típico hacerlo con el plátano verde asado.
Con el plátano es de lo más habitual en la comida piñasiense; el sopeado, variante del tigrillo zarumeño; consiste en trozos de plátano previamente cocinado revueltos con huevo en una sartén.
Otra comida típica es el repe (crema de plátano) consiste en una sopa licuada, elaborada con guineo verde (una variedad de banano). Al igual que el repe, otras cremas como la de brocoli, coliflor, se les suele acompañar con canguil. Con el guineo se elabora los chifles, hojuelas de guineo o en corte longitudinal, sirven de aperitivo, para acompañar, como a un encebollado. Otra de las sopas comunes es la de alverjas con cuero, cocinada con plátano verde.
El arroz no falta en la comida ecuatoriana y menos en la piñasiense, al cual se le acompaña con distintos alimentos como: ensaladas, carnes, menestras. Y otros platos: guatita, seco de gallina criolla, fritada.
Los jugos y batidos son las bebidas acompañantes habituales de las comidas, en especial una bebida llamada colada de la cual existe algunas variantes, pero la principal es elaborada a base de avena, agua, leche, azúcar.
Las conocidas humitas que consisten en una masa de maíz cocinado, con un poco de queso fresco envueltas en hojas del mismo maíz; una vez que han sido cocinadas, todas en una olla al vapor, están listas para disfrutar; en las sucesivas veces en las que se dispone a utilizarlas, no se suele calentarlas sino que son fritas. Los tamales son una masa similar, de maíz cocido pero son rellenas de trozos de carne y verduras, o solo de queso; envueltas en hojas de plátano para su posterior cocción.
En Piñas se elaboran empanadas de harina con relleno de queso; de plátano con relleno de queso o carne; de yuca rellenas de queso.
Con respecto a panadería, en Piñas hay varias panaderías que no solo venden en sus locales, además distribuyen a distintas tiendas. Elaboran el típico pan ecuatoriano, redondo, suave; los bizcochuelos utilizando como moldes las latas de sardina, roscas, suspiros, cemas, budín, crujientes enrollados, pan de cajetilla, etc. Los roscones que son una rosquilla a base de harina, horneados y posteriormente cubiertos por un dulce elaborado con huevo y azúcar batidos.
Algo común de las reuniones familiares de los piñasienses es la elaboración de manjar, es un dulce de leche, lo elaboran en pailas de cobre puestas al fuego (madera o gas), sobre la cual vierten leche de vaca y se le añade azúcar, se mueve con una especie de pala de madera para impedir que se pegue la leche en el fondo, una vez se consume hasta que al mover la leche deja ver el fondo de la paila, entonces es hora de parar; se lo consume con pan o galletas, o solo.

## Educación

### Educación especial
- Instituto de Educación Especial Sor Eufemia Moscoso (Piñas)

### Infantil y primaria
- Jardín de Infantes Melva Ochoa (Piñas)
- Escuela Fiscal Mixta Cristóbal Colón (Piñas)
- Escuela Fiscal Mixta Doctor Federico Gonzales Suárez (Piñas)
- Escuela Fiscal Mixta Doctor Gonzalo Abad Grijalva (Piñas)
- Escuela Fiscal Mixta San José (Piñas)
- Escuela Fiscal Mixta Teresa Molina (Piñas)
- Escuela Particular Mixta Sagrado Corazón (Piñas)
- Escuela Fiscal Mixta Juan Jacobo Rousseau (Moromoro)
- Escuela Fiscal Mixta Pedro Fermín Cevallos (Palosolo, Moromoro)
- Escuela Fiscal Mixta República de Nicaragua (Ñalacapa, Moromoro)
- Escuela Fiscal Mixta Prof. Clemente Gia Gia (Jarcapilla, Moromoro)

### Secundaria
- Colegio Nacional Técnico Leovigildo Loayza Loayza (Piñas)
- Unidad Educativa Ocho de Noviembre (Piñas)
- Técnico Agropecuario (Moromoro)

### Universitaria
- Instituto Superior Tecnológico Ocho de Noviembre (Piñas)

## Medios de Comunicación

### Radio
Piñas cuenta principalmente con varias radios de difusión a nivel de la parte alta de la Provincia de El Oro que es donde tienen amplia acogida. Sus primeras radios se dieron en amplitud modulada (AM), como fue Radio Impacto (que cesó su programación durante algún tiempo y luego las retomó).
La noche del 28 de diciembre de 1995 emitía su primera programación Radio Élite Archivado el 21 de mayo de 2020 en Wayback Machine. en frecuencia modulada (FM), en aquel entonces su cobertura solo fue hacia la ciudad de Piñas y con la frecuencia 107.5; después de un mes su cobertura se extendió a los cantones de la parte alta. Sus primeras instalaciones se ubicaron en el domicilio de su propietario, Osvaldo Añazco, en la Avenida Ocho de Noviembre en el barrio Güiricuña: mientras que su equipo de transmisión en el cerro El Trigal donde se ubican las distintas antenas de televisión. Posteriormente su frecuencia pasó a ser 102.9, y en la actualidad es 102.7; y se encuentra ubicada en la Avenida Loja y escalinata Maximino Añazco, esquina.
La tercera radio es Radio Lluvia 97.5 FM.

## Medios de transporte

### Terrestre

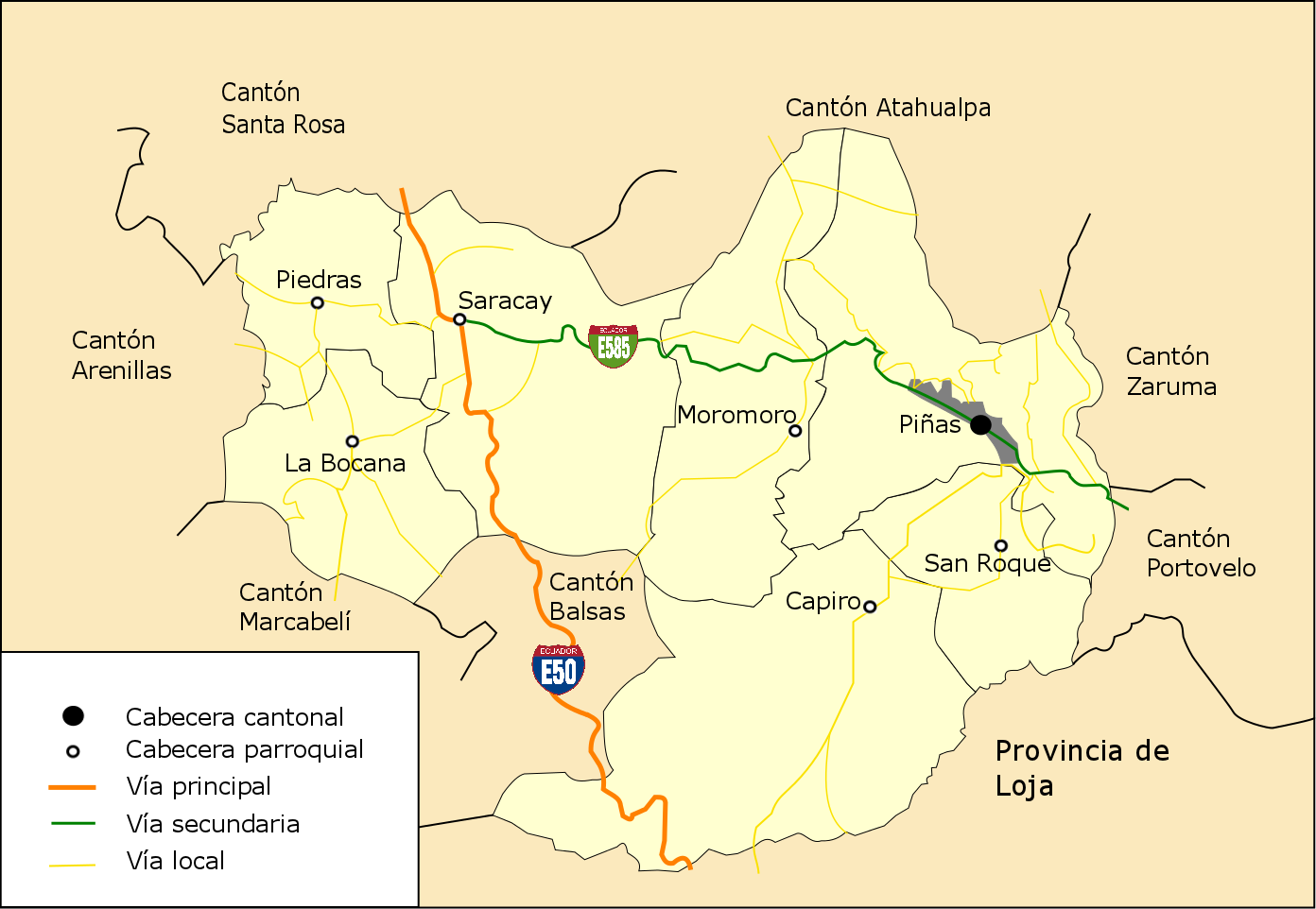
Principales carreteras del cantón Piñas.

Por Piñas cruza una de las vías arteriales del estado, la Transversal Sur E50, que es una de las dos carreteras que comunican la provincia de El Oro con la provincia de Loja, esta vía proveniente del Santa Rosa, pasa por la parroquia Saracay, cruza el Balsas, y pasa por territorio de la parroquia Capiro vía a la provincia de Loja.
La carretera secundaria o recolectora E585, enlaza en la parroquia Saracay con la E50, y entra hacia la parte alta de El Oro, cruzando el territorio de la parroquia Moromoro hasta llegar a la ciudad de Piñas donde se convierte en una travesía pasando por el Centro-Sur de la ciudad en dirección al oeste llevándole al Portovelo, se encuentra en su totalidad asfaltada.
Dentro del cantón Piñas se encuentra una red de carreteras local, que sirve para comunicar entre las distintas parroquias y sitios; parte de estas vías se encuentran asfaltadas y el resto son de tierra o lastradas.
Para comunicarse con los distintos cantones y provincias, Piñas cuenta con dos cooperativas privadas de transporte: Transportes Asociados Cantonales (TAC), Ciudad de Piñas. Comunicando con las cabeceras cantonales de la provincia, y destinos como Guayaquil, Cuenca, Loja, Quito, entre otros. La forma de comunicarse internamente es mediante: taxis, camionetas, chivas (vehículo automotor que está formado por una cabina y a continuación un cajón de madera cubierto por encima y con aberturas por los laterales; en el que se disponen bancas como asientos de los pasajeros). Todas ellas forman parte de cooperativas de transporte privadas.

### Aéreo
Se utiliza el estadio Luis Rubén Pasaca como helipuerto del cantón y de la ciudad de Piñas; que es utilizado principalmente por el presidente de Ecuador en sus visitas vía aérea, entre otros personajes públicos.
Dada la emergencia en la que se encontró la parroquia Capiro por el temporal de lluvias, quedó en evidencia la necesidad de disponer de zonas en las que se pueda utilizar como helipuertos; se sugirió la construcción de uno en la zona afectada.